# 南京市
南京市（ナンキンし、中国語: 南京市、拼音: Nánjīng ( 聞く)、英語: Nanjing/Nanking、南京官話:Lang2jin1）は、中華人民共和国江蘇省の省都。

## 概要
古くから長江流域・華南の中心地で、かつては三国・呉、東晋、南朝の宋・斉・梁・陳（以上の6朝を総称して六朝）、十国の南唐や明といった王朝や大陸時代の中華民国（国民政府）の首都であった。世界文学都市（ユネスコ文学都市）と中国四大古都の一つ。多数の政権が同時に存在する場合、長期にわたって正統的な中華（中華正朔）と見做される。14世紀から15世紀にかけて、世界最大の都市であった。2019年末の都市的地域の人口は850万人であり、総人口は1031.22万人である。夏はとても暑く、重慶、武漢と並ぶ中国三大ボイラー（三大火炉）の一つと言われている。市中心部の東には世界遺産の明孝陵という陵墓を始め、中山陵、孫権墓、釈迦牟尼仏頂骨舎利塔、紫金山天文台などの観光地があり、国の内外より多くの観光客が訪れる。

### 地名について
金陵（きんりょう）集慶、昇州、白下、蒋州、應天、秣陵、建業、建鄴、建康は南京の別名である。また清朝のころには江寧（こうねい、簡体字：江宁）と呼ばれたことから、中華民国（台湾）の公式の略称「京」と異なり、中華人民共和国の公式略称は「寧（簡体字：宁）」である。
現在の中国語の標準語（普通話）では、「南京」をナンチン（ナンジン／Nánjīng）と発音するが、古い時代は、Nankingと発音したことから、西洋におけるローマ字表記ではそう書くことが多く、日本語でも「ナンキン」と読む慣例が定着している。

## 地理

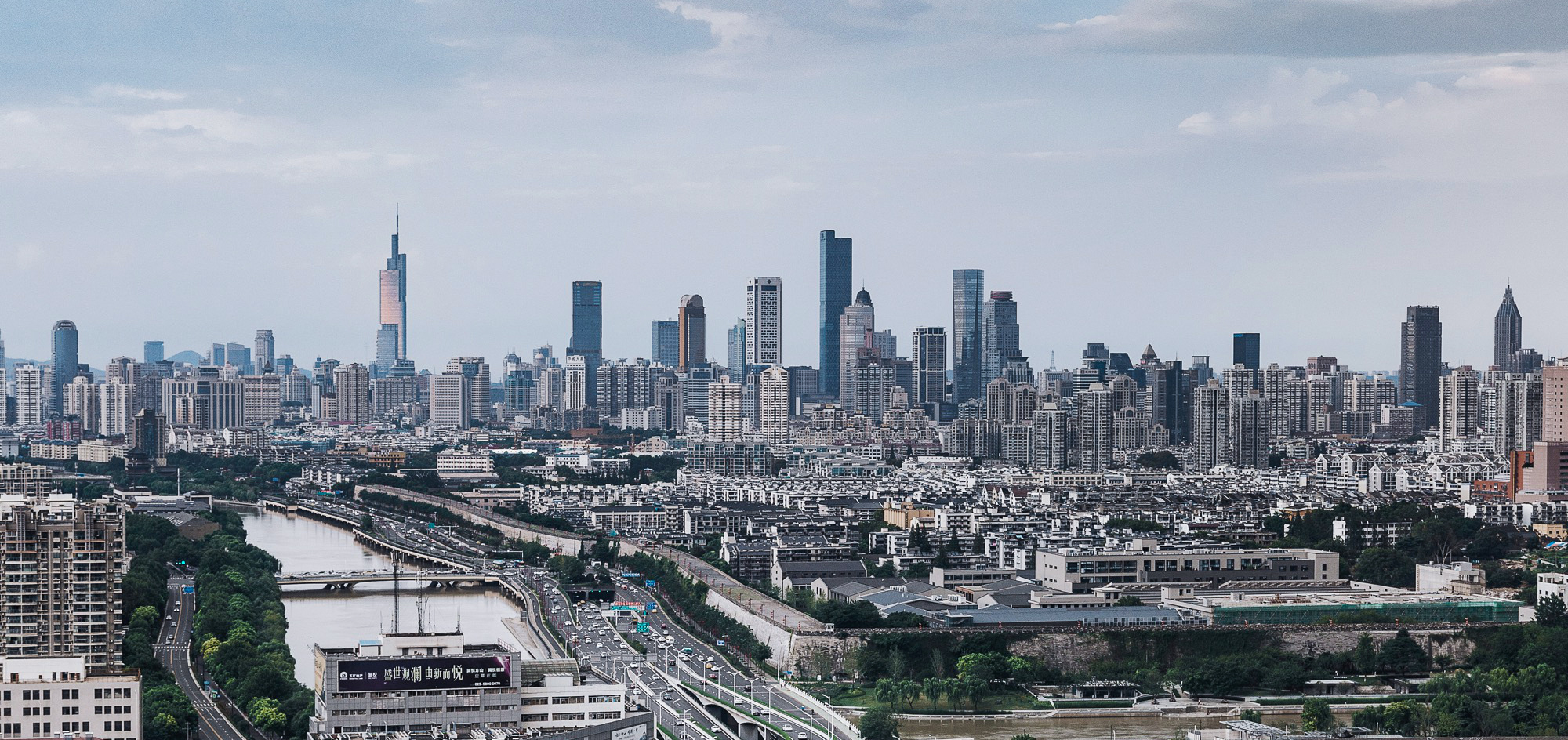
南京のスカイライン

### 地形
南京市域は長江が東西に貫いており、多くの中州や湖が散在する。長江は南西から南京市街地の西を通るように流れ、東の鎮江市方面へ流れてゆく。南京城内を南北に貫く秦淮河、および北から注ぐ滁河が長江に合流している。市域内の地形は丘陵地が中心で、特に市街地に接する紫金山は有名である。

### 気候
ケッペンの気候区分では温暖湿潤気候に属し、年間平均気温は15.9 ℃である。夏は7月平均気温が28.1度に達し蒸し暑く、一方、冬は比較的寒く、1月の平均気温は2.7度で、平均最低気温は-0.7℃と氷点下まで下がる。最高気温極値は40.7 ℃、最低気温極値は−14 ℃となっている。
| 南京 (1991–2020, 極值 1951–present)の気候 | 南京 (1991–2020, 極值 1951–present)の気候 | 南京 (1991–2020, 極值 1951–present)の気候 | 南京 (1991–2020, 極值 1951–present)の気候 | 南京 (1991–2020, 極值 1951–present)の気候 | 南京 (1991–2020, 極值 1951–present)の気候 | 南京 (1991–2020, 極值 1951–present)の気候 | 南京 (1991–2020, 極值 1951–present)の気候 | 南京 (1991–2020, 極值 1951–present)の気候 | 南京 (1991–2020, 極值 1951–present)の気候 | 南京 (1991–2020, 極值 1951–present)の気候 | 南京 (1991–2020, 極值 1951–present)の気候 | 南京 (1991–2020, 極值 1951–present)の気候 | 南京 (1991–2020, 極值 1951–present)の気候 |
| 月                                        | 1月                                       | 2月                                       | 3月                                       | 4月                                       | 5月                                       | 6月                                       | 7月                                       | 8月                                       | 9月                                       | 10月                                      | 11月                                      | 12月                                      | 年                                        |
| ----------------------------------------- | ----------------------------------------- | ----------------------------------------- | ----------------------------------------- | ----------------------------------------- | ----------------------------------------- | ----------------------------------------- | ----------------------------------------- | ----------------------------------------- | ----------------------------------------- | ----------------------------------------- | ----------------------------------------- | ----------------------------------------- | ----------------------------------------- |
| 最高気温記録 °C （°F）                    | 21.0 (69.8)                               | 27.7 (81.9)                               | 30.3 (86.5)                               | 34.2 (93.6)                               | 37.5 (99.5)                               | 38.1 (100.6)                              | 40.0 (104)                                | 40.7 (105.3)                              | 39.0 (102.2)                              | 33.4 (92.1)                               | 29.2 (84.6)                               | 23.1 (73.6)                               | 40.7 (105.3)                              |
| 平均最高気温 °C （°F）                    | 7.4 (45.3)                                | 10.1 (50.2)                               | 15.1 (59.2)                               | 21.4 (70.5)                               | 26.6 (79.9)                               | 29.2 (84.6)                               | 32.4 (90.3)                               | 31.9 (89.4)                               | 27.9 (82.2)                               | 22.8 (73)                                 | 16.6 (61.9)                               | 10.0 (50)                                 | 20.95 (69.71)                             |
| 日平均気温 °C （°F）                      | 3.1 (37.6)                                | 5.6 (42.1)                                | 10.1 (50.2)                               | 16.2 (61.2)                               | 21.5 (70.7)                               | 25.0 (77)                                 | 28.4 (83.1)                               | 27.9 (82.2)                               | 23.7 (74.7)                               | 18.0 (64.4)                               | 11.5 (52.7)                               | 5.4 (41.7)                                | 16.37 (61.47)                             |
| 平均最低気温 °C （°F）                    | 0.0 (32)                                  | 2.0 (35.6)                                | 6.0 (42.8)                                | 11.6 (52.9)                               | 17.1 (62.8)                               | 21.4 (70.5)                               | 25.1 (77.2)                               | 24.8 (76.6)                               | 20.3 (68.5)                               | 14.2 (57.6)                               | 7.7 (45.9)                                | 1.9 (35.4)                                | 12.68 (54.82)                             |
| 最低気温記録 °C （°F）                    | −14.0 (6.8)                               | −13.0 (8.6)                               | −7.1 (19.2)                               | −0.2 (31.6)                               | 5.0 (41)                                  | 11.8 (53.2)                               | 16.8 (62.2)                               | 16.9 (62.4)                               | 7.7 (45.9)                                | 0.2 (32.4)                                | −6.3 (20.7)                               | −13.1 (8.4)                               | −14 (6.8)                                 |
| 降水量 mm （inch）                        | 50.2 (1.976)                              | 53.5 (2.106)                              | 79.7 (3.138)                              | 82.4 (3.244)                              | 83.8 (3.299)                              | 193.4 (7.614)                             | 226.8 (8.929)                             | 158.5 (6.24)                              | 72.9 (2.87)                               | 55.5 (2.185)                              | 52.3 (2.059)                              | 35.0 (1.378)                              | 1,144 (45.038)                            |
| 平均降水日数 （≥0.1 mm）                  | 9.2                                       | 8.9                                       | 10.9                                      | 9.6                                       | 9.9                                       | 10.6                                      | 11.7                                      | 12.1                                      | 7.8                                       | 7.3                                       | 7.7                                       | 7.2                                       | 112.9                                     |
| % 湿度                                    | 73                                        | 71                                        | 69                                        | 68                                        | 69                                        | 76                                        | 78                                        | 79                                        | 76                                        | 73                                        | 71                                        | 73                                        | 73                                        |
| 平均月間日照時間                          | 121.2                                     | 124.5                                     | 153.2                                     | 180.6                                     | 190.4                                     | 155.4                                     | 195.4                                     | 197.6                                     | 165.0                                     | 168.6                                     | 145.4                                     | 135.1                                     | 1,932.4                                   |
| 日照率                                    | 38                                        | 40                                        | 41                                        | 46                                        | 45                                        | 37                                        | 45                                        | 48                                        | 45                                        | 48                                        | 47                                        | 43                                        | 43.6                                      |
| 出典：China Meteorological Administration |                                           |                                           |                                           |                                           |                                           |                                           |                                           |                                           |                                           |                                           |                                           |                                           |                                           |

| 南京市（1981〜2010年平均、極値1951〜2020年）の気候 | 南京市（1981〜2010年平均、極値1951〜2020年）の気候 | 南京市（1981〜2010年平均、極値1951〜2020年）の気候 | 南京市（1981〜2010年平均、極値1951〜2020年）の気候 | 南京市（1981〜2010年平均、極値1951〜2020年）の気候 | 南京市（1981〜2010年平均、極値1951〜2020年）の気候 | 南京市（1981〜2010年平均、極値1951〜2020年）の気候 | 南京市（1981〜2010年平均、極値1951〜2020年）の気候 | 南京市（1981〜2010年平均、極値1951〜2020年）の気候 | 南京市（1981〜2010年平均、極値1951〜2020年）の気候 | 南京市（1981〜2010年平均、極値1951〜2020年）の気候 | 南京市（1981〜2010年平均、極値1951〜2020年）の気候 | 南京市（1981〜2010年平均、極値1951〜2020年）の気候 | 南京市（1981〜2010年平均、極値1951〜2020年）の気候 |
| 月                                                 | 1月                                                | 2月                                                | 3月                                                | 4月                                                | 5月                                                | 6月                                                | 7月                                                | 8月                                                | 9月                                                | 10月                                               | 11月                                               | 12月                                               | 年                                                 |
| -------------------------------------------------- | -------------------------------------------------- | -------------------------------------------------- | -------------------------------------------------- | -------------------------------------------------- | -------------------------------------------------- | -------------------------------------------------- | -------------------------------------------------- | -------------------------------------------------- | -------------------------------------------------- | -------------------------------------------------- | -------------------------------------------------- | -------------------------------------------------- | -------------------------------------------------- |
| 最高気温記録 °C （°F）                             | 21.0 (69.8)                                        | 27.7 (81.9)                                        | 30.3 (86.5)                                        | 34.2 (93.6)                                        | 37.5 (99.5)                                        | 38.1 (100.6)                                       | 40.0 (104)                                         | 40.7 (105.3)                                       | 39.0 (102.2)                                       | 33.4 (92.1)                                        | 29.2 (84.6)                                        | 23.1 (73.6)                                        | 40.7 (105.3)                                       |
| 平均最高気温 °C （°F）                             | 7.2 (45)                                           | 9.5 (49.1)                                         | 14.2 (57.6)                                        | 20.7 (69.3)                                        | 26.2 (79.2)                                        | 29.1 (84.4)                                        | 32.2 (90)                                          | 31.7 (89.1)                                        | 27.7 (81.9)                                        | 22.5 (72.5)                                        | 16.2 (61.2)                                        | 9.9 (49.8)                                         | 20.6 (69.1)                                        |
| 日平均気温 °C （°F）                               | 2.7 (36.9)                                         | 5.0 (41)                                           | 9.3 (48.7)                                         | 15.6 (60.1)                                        | 21.1 (70)                                          | 24.8 (76.6)                                        | 28.1 (82.6)                                        | 27.6 (81.7)                                        | 23.3 (73.9)                                        | 17.6 (63.7)                                        | 10.9 (51.6)                                        | 4.9 (40.8)                                         | 15.9 (60.6)                                        |
| 平均最低気温 °C （°F）                             | −0.7 (30.7)                                        | 1.4 (34.5)                                         | 5.3 (41.5)                                         | 11.0 (51.8)                                        | 16.5 (61.7)                                        | 21.0 (69.8)                                        | 24.9 (76.8)                                        | 24.4 (75.9)                                        | 19.9 (67.8)                                        | 13.6 (56.5)                                        | 6.8 (44.2)                                         | 1.1 (34)                                           | 12.1 (53.8)                                        |
| 最低気温記録 °C （°F）                             | −14 (7)                                            | −13 (9)                                            | −7.1 (19.2)                                        | −0.2 (31.6)                                        | 5.0 (41)                                           | 11.8 (53.2)                                        | 16.8 (62.2)                                        | 16.9 (62.4)                                        | 7.7 (45.9)                                         | 0.2 (32.4)                                         | −6.3 (20.7)                                        | −13.1 (8.4)                                        | −14.0 (6.8)                                        |
| 降水量 mm （inch）                                 | 45.4 (1.787)                                       | 53.0 (2.087)                                       | 79.6 (3.134)                                       | 80.3 (3.161)                                       | 90.0 (3.543)                                       | 166.2 (6.543)                                      | 214.3 (8.437)                                      | 143.8 (5.661)                                      | 72.9 (2.87)                                        | 59.7 (2.35)                                        | 55.9 (2.201)                                       | 29.5 (1.161)                                       | 1,090.6 (42.937)                                   |
| 平均降水日数                                       | 8.7                                                | 9.1                                                | 11.8                                               | 10.0                                               | 9.7                                                | 10.6                                               | 12.3                                               | 11.8                                               | 8.1                                                | 7.8                                                | 7.4                                                | 6.2                                                | 113.5                                              |
| % 湿度                                             | 74                                                 | 73                                                 | 72                                                 | 71                                                 | 71                                                 | 76                                                 | 80                                                 | 80                                                 | 78                                                 | 75                                                 | 76                                                 | 73                                                 | 75                                                 |
| 平均月間日照時間                                   | 124.7                                              | 120.3                                              | 144.7                                              | 169.2                                              | 194.2                                              | 162.8                                              | 196.7                                              | 201.6                                              | 164.0                                              | 164.2                                              | 147.4                                              | 137.1                                              | 1,926.9                                            |
| 出典：中国气象局 国家气象信息中心 2020-12-31       |                                                    |                                                    |                                                    |                                                    |                                                    |                                                    |                                                    |                                                    |                                                    |                                                    |                                                    |                                                    |                                                    |

### 行政区画
市域には以下の11区がある。
- 玄武区
- 秦淮区
- 建鄴区
- 鼓楼区
- 棲霞区
- 雨花台区
- 浦口区
- 六合区
- 江寧区
- 溧水区
- 高淳区

| 南京市の地図                                                                                       |
| -------------------------------------------------------------------------------------------------- |
| 1 2 3 4 浦口区 棲霞区 雨花台区 六合区 江寧区 溧水区 高淳区 1. 玄武区 2. 秦淮区 3. 建鄴区 4. 鼓楼区 |

## 歴史

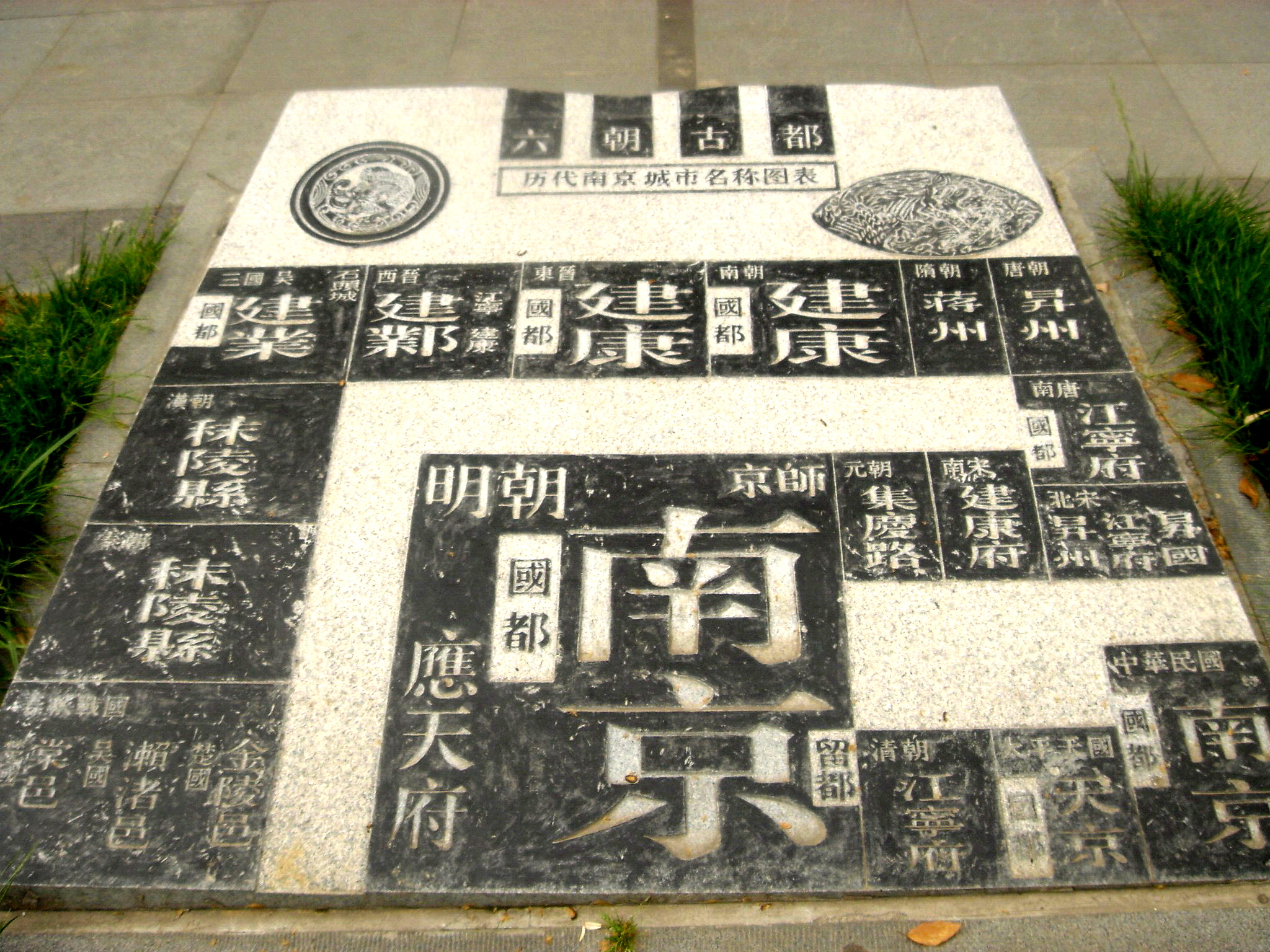
南京歴代名称図（東華門）

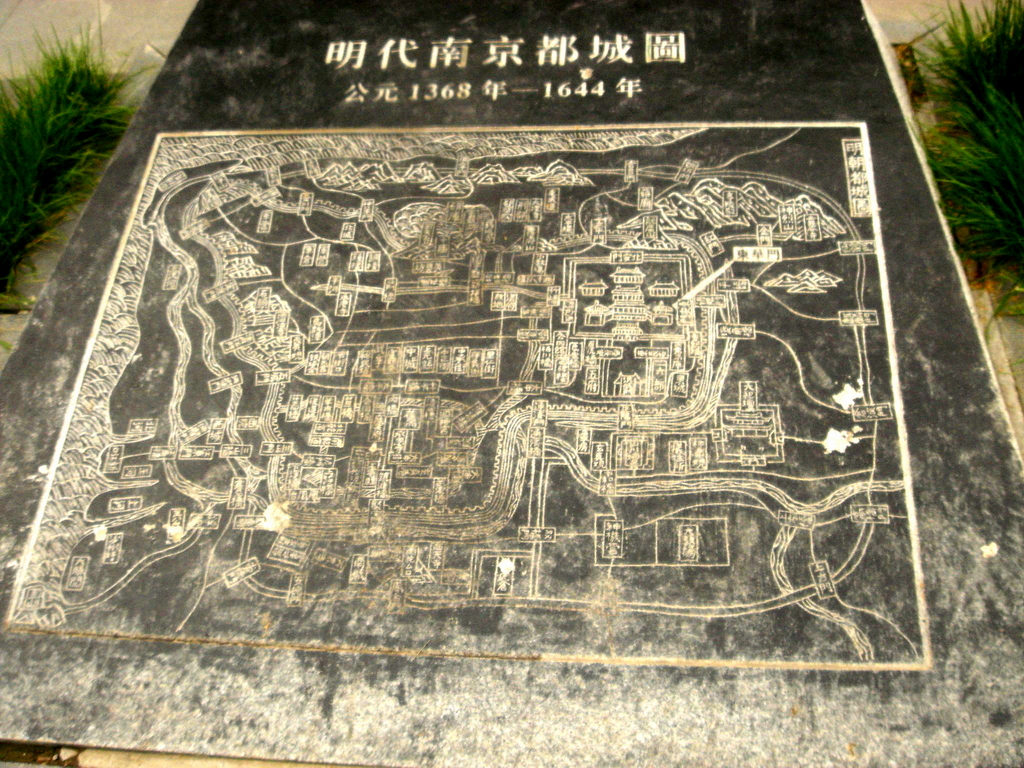
明代南京都城図（摂於東華門）

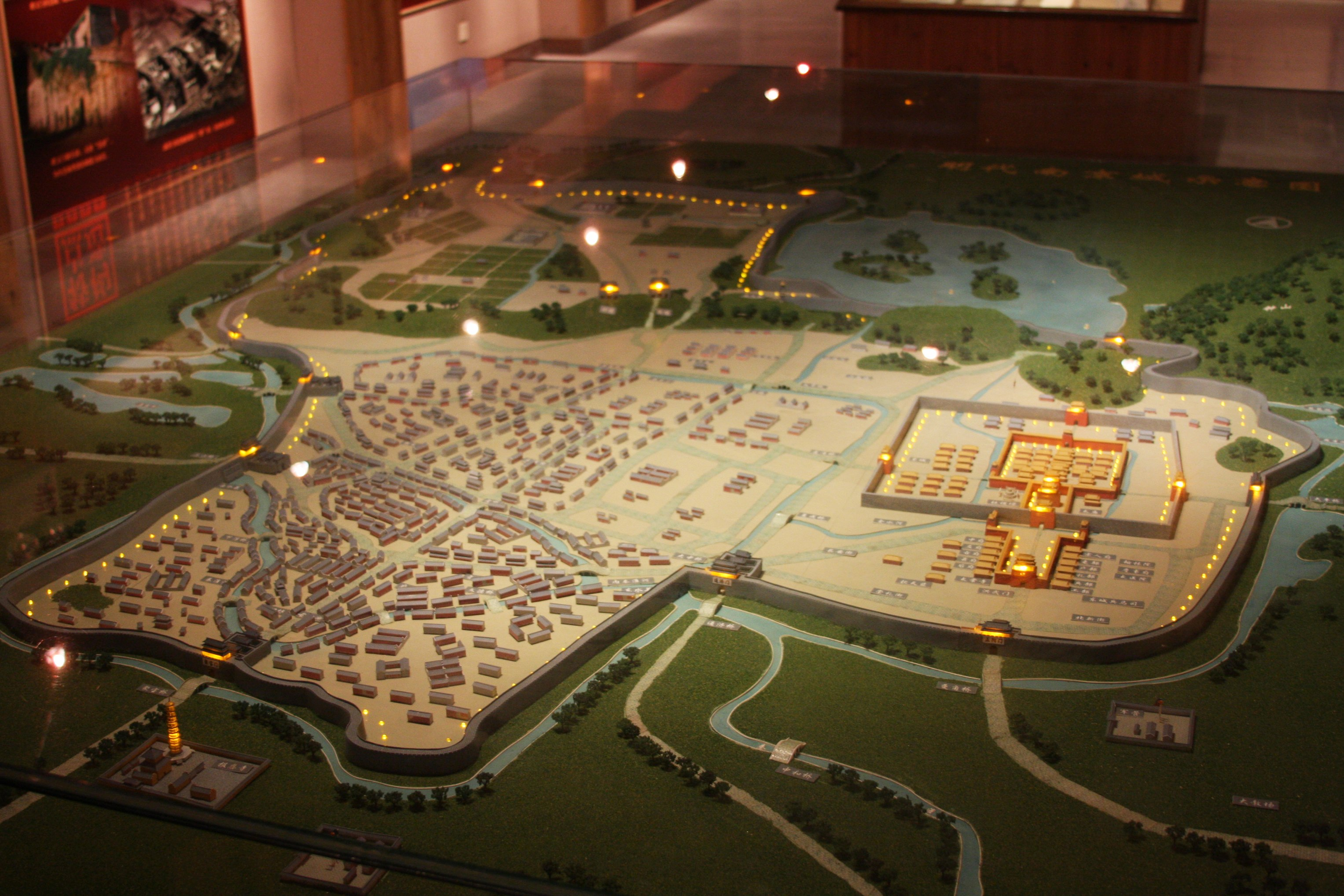
明代の南京を模した立体地図

### 古代

#### 春秋・戦国時代
南京の歴史は春秋時代に呉がこの地に城を築いたことに始まる。
戦国時代に呉を征服した楚は金陵邑を設置。その後秦朝による統一事業が達成され、始皇帝がこの地に巡幸してきた際に、「この地に王者の気がある」と言われ、それに怒って地形を無理やり変えてこの地の気を絶とうとした。また名前も金から秣（まぐさ）の秣陵県と改称している。

#### 三国時代- 南北朝時代
三国時代になると呉の孫権が229年に石頭城という要塞を築いて建業と称してこの地に都を置いた。呉を滅ぼした西晋にて一旦、建業とされた後に愍帝司馬鄴を避諱して建康と改められ、東晋及びその後の南朝の四王朝（宋、斉、梁、陳）の都となった。呉を含めた六国が全て同じ地に都を置いたことから六朝時代の名がある。

#### 隋代 - 元代
隋代には江寧県、唐代には金陵県、白下県、上元県と改称されている。隋唐代には新たに開削された大運河により、長江対岸の揚州が物資の集積地となり、この地域の中心地としての地位を奪われた恰好となり、往時の都としての繁栄は見られなくなった。
唐崩壊後の五代十国時代には、南唐の都城である金陵府が置かれ、後に改名されて西都と称する。

### 中近世

#### 明代
明の太祖朱元璋（洪武帝）は1356年、集慶路と呼ばれていたこの地を征服し、以後ここを根拠地として全土を統一するに至った。
- 1368年、応天府（中国語版）と改められ、首都とする。
- 1421年には、靖難の役で皇位を簒奪した永楽帝により首都が北京（順天府）へ遷都され、「南京」と改められる。なお、この遷都に批判的であった息子の洪熙帝は即位後直ちに都を南京に戻そうとしたが、在位1年に満たずに急死したため計画は中止となる。このため、北京が国都として確定したものの、洪武帝の陵墓（明孝陵）のある南京もまた明朝創業の地として重要視されて副都としての扱いを受けた。

明一代において首都北京周辺の北直隷に対して副都南京周辺は南直隷とされ、南京には首都北京に異常があった際に備えて北京に置かれた朝廷を縮小したもの（南京六部）が置かれていた。

#### 清代
- 1644年に北京が李自成の順軍によって陥落させられて明が滅びると、南京の官僚たちによって南京を首都とした亡命政権・南明が建てられたが翌年には清によって滅ぼされた。明代の南京の紫禁城は現在の故宮公園であり皇城の中に宮城があり、現在の故宮公園はかつての宮城の一部であり、門や主要建築物の石壇が残っている。ちなみに北京の紫禁城（故宮）も明の北京遷都の際、南京の紫禁城を模して建てたものであった（南京の紫禁城は靖難の役のとき攻城のあげく、焼却されてがれきとなった）。

清代に入ると江寧と呼ばれるようになった。太平天国の乱では占領され、天京とされた。また1858年の天津条約・1860年の北京条約に於いて西欧に対して開港した。

### 近代

#### 中華民国

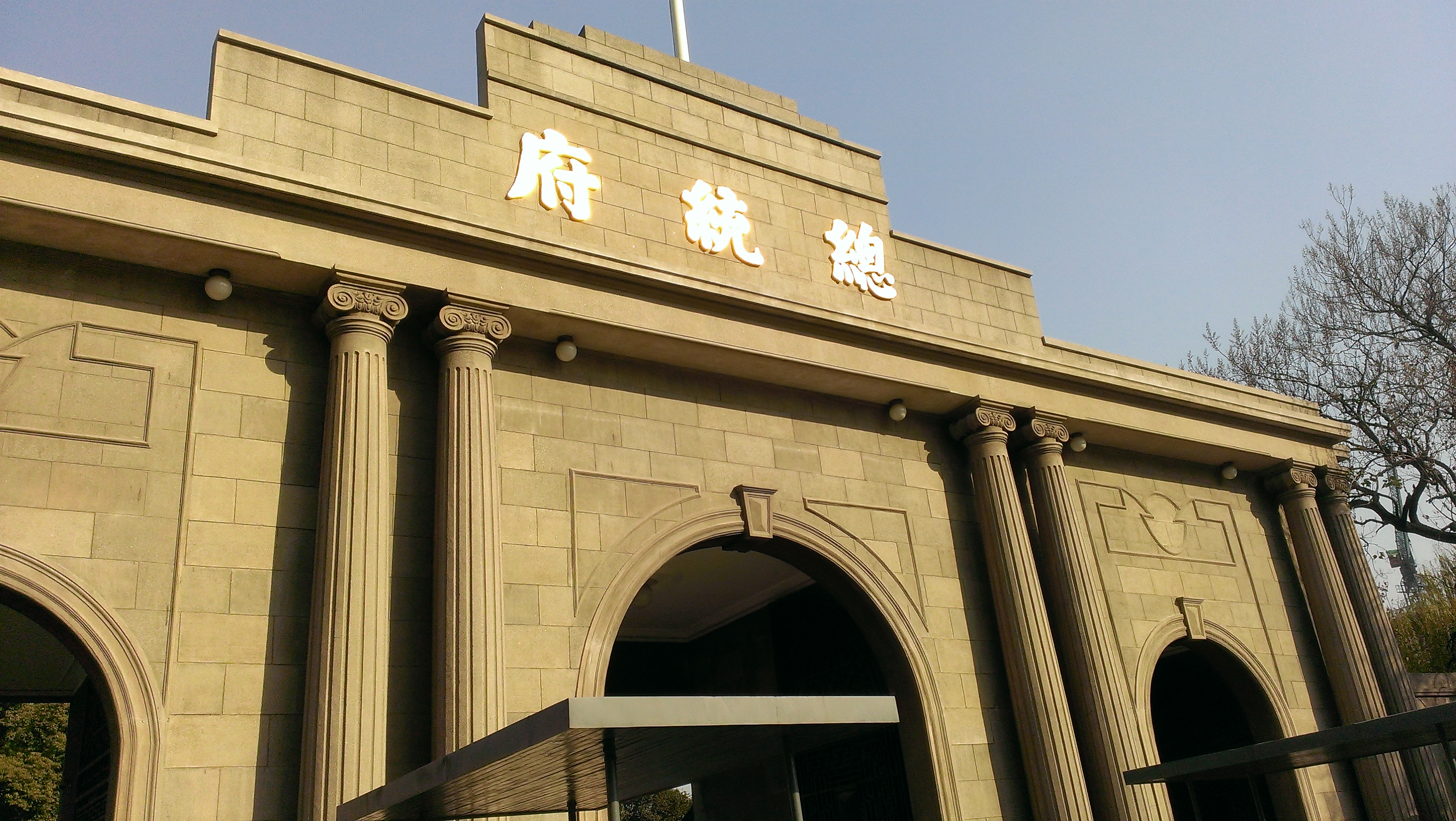
2013年の太平天国天王府跡

辛亥革命により中華民国が成立すると、1912年には一時的に臨時政府が置かれ、江寧府は南京府に改称された。1927年には南京市が設置され、国民政府の首都となった。日中戦争（支那事変）中の1937年12月には日本軍によって占領された（詳細は南京戦、南京事件を参照）。
- 1940年3月に汪兆銘政権（南京国民政府）の首都となった。

### 近現代

#### 中華人民共和国
- 1949年1月16日には国共内戦の結果、中華民国の中央政府は撤退し、4月23日には中国人民解放軍により占領された。同年10月1日に中華人民共和国が建国されると直轄市になる。
- 1953年に江蘇省の発足とともに同省の省都となった。
- 1994年に副省級市になる。

### 沿革
この節の出典

#### 南京市
- 1949年10月1日 - 中華人民共和国南京市が発足。一区から十三区までの区と郊区が成立。(14区)
- 1949年10月 - 郊区の一部が皖北行署区巣湖専区和県に編入。(14区)
- 1949年12月 - 蘇南行署区鎮江専区句容県・江寧県、皖南行署区蕪当専区当塗県、蘇北行署区揚州専区六合県、皖北行署区滁県専区江浦県、皖北行署区巣湖専区和県を編入。(14区6県)
- 1950年1月 (14区)
  - 江寧県・句容県が蘇南行署区鎮江専区に編入。
  - 六合県が蘇北行署区揚州専区に編入。
  - 当塗県が皖南行署区蕪当専区に編入。
  - 江浦県が皖北行署区滁県専区に編入。
  - 和県が皖北行署区巣湖専区に編入。
- 1950年6月 - 市内行政区域の再編により、一区から十一区までの区と中山陵園区・大廠鎮が成立。(12区1鎮)
- 1953年6月 (11区1鎮)
  - 八区の一部が江蘇省揚州専区六合県に編入。
  - 九区・十区・十一区の各一部が江蘇省鎮江専区江寧県に編入。
  - 九区の残部・十一区の残部が江蘇省鎮江専区江寧県・句容県の各一部と合併し、九区が発足。
  - 江蘇省揚州専区六合県の一部が大廠鎮に編入。
- 1953年10月 - 九区の一部が江蘇省鎮江専区句容県に編入。(11区1鎮)
- 1953年12月17日 - 江蘇省に編入され、江蘇省南京市となる。

#### 江蘇省南京市
- 1955年11月15日 - 一区が玄武区に、二区が白下区に、三区が秦淮区に、四区が建鄴区に、五区が鼓楼区に、六区が下関区に、七区が浦口区に、八区が燕子磯区に、九区が棲霞区に、十区が雨花台区にそれぞれ改称。(11区1鎮)
- 1955年12月13日 (11区1鎮)
  - 鎮江専区江寧県の一部が雨花台区・中山陵園区・棲霞区に分割編入。
  - 鎮江専区句容県の一部が棲霞区に編入。
  - 揚州専区六合県の一部が燕子磯区・大廠鎮・浦口区に分割編入。
  - 揚州専区江浦県の一部が浦口区に編入。
- 1956年2月22日 (11区1鎮)
  - 鎮江専区江寧県の一部が雨花台区に編入。
  - 揚州専区六合県の一部が大廠鎮に編入。
  - 浦口区の一部が揚州専区江浦県に編入。
- 1956年5月21日 - 鎮江専区江寧県の一部が秦淮区に編入。(11区1鎮)
- 1957年5月16日 - 鎮江専区句容県の一部が棲霞区に編入。(11区1鎮)
- 1958年7月6日 - 揚州専区六合県・江浦県、鎮江専区江寧県を編入。(11区1鎮3県)
- 1958年9月20日 - 江寧県の一部が安徽省蕪湖専区馬鞍山市に編入。(11区1鎮3県)
- 1958年11月5日 (8区3県)
  - 大廠鎮・浦口区が合併し、浦口区が発足。
  - 雨花台区・中山陵園区および燕子磯区・棲霞区の各一部が合併し、郊区が発足。
  - 燕子磯区の残部・棲霞区の残部が下関区に編入。
- 1960年4月21日 - 六合県の一部が浦口区に編入。(8区3県)
- 1960年9月19日 - 郊区が玄武区・白下区・秦淮区・建鄴区・鼓楼区・下関区に分割編入。(7区3県)
- 1962年7月 - 下関区の一部が鼓楼区に編入。(7区3県)
- 1962年9月25日 (7区)
  - 江寧県が鎮江専区に編入。
  - 六合県・江浦県が揚州専区に編入。
- 1963年4月17日 (12区)
  - 下関区・鼓楼区の各一部が合併し、燕子磯区が発足。
  - 鼓楼区・玄武区の各一部が合併し、棲霞区が発足。
  - 玄武区・白下区・秦淮区の各一部が合併し、陵園区が発足。
  - 秦淮区・建鄴区の各一部が合併し、雨花区が発足。
  - 鼓楼区・建鄴区の各一部が合併し、江東区が発足。
- 1963年7月 (12区)
  - 陵園区が中山陵園区に改称。
  - 雨花区が雨花台区に改称。
- 1965年5月19日 (9区)
  - 棲霞区・燕子磯区が合併し、棲霞区が発足。
  - 雨花台区・中山陵園区・江東区が合併し、雨花台区が発足。
  - 鼓楼区の一部が棲霞区に編入。
- 1967年3月20日 (9区)
  - 玄武区が要武区に改称。
  - 白下区が朝陽区に改称。
  - 秦淮区が遵義区に改称。
  - 建鄴区が紅衛区に改称。
  - 鼓楼区が延安区に改称。
  - 下関区が東方紅区に改称。
- 1970年1月28日 - 要武区・雨花台区・棲霞区の各一部が合併し、鍾山特区が発足。(10区)
- 1971年2月22日 - 六合地区江浦県、鎮江地区江寧県を編入。(10区2県)
- 1973年9月 - 浦口区の一部が分立し、大廠区が発足。(11区2県)
- 1973年11月 (11区2県)
  - 要武区が玄武区に改称。
  - 朝陽区が白下区に改称。
  - 遵義区が秦淮区に改称。
  - 紅衛区が建鄴区に改称。
  - 延安区が鼓楼区に改称。
  - 東方紅区が下関区に改称。
- 1975年10月4日 (9区2県)
  - 大廠区が浦口区に編入。
  - 鍾山特区が棲霞区に編入。
- 1975年11月8日 - 揚州地区六合県を編入。(9区3県)
- 1979年4月20日 - 安徽省滁県地区来安県の一部が浦口区に編入。(9区3県)
- 1980年4月26日 - 浦口区・六合県の各一部が合併し、大廠区が発足。(10区3県)
- 1983年1月18日 - 鎮江地区高淳県・溧水県を編入。(10区5県)
- 1983年10月8日 - 大廠区の一部が六合県に編入。(10区5県)
- 1984年10月13日 (10区5県)
  - 棲霞区の一部が玄武区・下関区に分割編入。
  - 雨花台区の一部が白下区・秦淮区・建鄴区に分割編入。
  - 建鄴区の一部が秦淮区に編入。
  - 下関区・建鄴区の各一部が鼓楼区に編入。
  - 鼓楼区の一部が下関区に編入。
- 1986年11月24日 - 江寧県の一部が棲霞区に編入。(10区5県)
- 1995年4月 (10区5県)
  - 鼓楼区の一部が玄武区に編入。
  - 棲霞区の一部が玄武区・白下区・下関区に分割編入。
  - 雨花台区の一部が白下区・秦淮区・建鄴区・鼓楼区・下関区に分割編入。
  - 江寧県の一部が雨花台区に編入。
- 2000年12月21日 - 江寧県が区制施行し、江寧区となる。(11区4県)
- 2002年4月3日 (11区2県)
  - 浦口区・江浦県が合併し、浦口区が発足。
  - 大廠区・六合県が合併し、六合区が発足。
- 2004年1月15日 (11区2県)
  - 雨花台区・鼓楼区の各一部が建鄴区に編入。
  - 建鄴区の一部が白下区・鼓楼区に分割編入。
- 2007年2月23日 - 建鄴区の一部が鼓楼区に編入。(11区2県)
- 2011年4月30日 - 江寧区の一部が棲霞区に編入。(11区2県)
- 2013年2月8日 (11区)
  - 秦淮区・白下区が合併し、秦淮区が発足。
  - 鼓楼区・下関区が合併し、鼓楼区が発足。
  - 溧水県が区制施行し、溧水区となる。
  - 高淳県が区制施行し、高淳区となる。

#### 六合地区
- 1966年3月5日 - 揚州専区六合県・儀徴県・江浦県・金湖県、淮陰専区盱眙県を編入。六合専区が成立。(5県)
- 1970年 - 六合専区が六合地区に改称。(5県)
- 1971年2月22日
  - 盱眙県・金湖県が淮陰地区に編入。
  - 六合県・儀徴県が揚州地区に編入。
  - 江浦県が南京市に編入。

## 政治

### 経済政策
- 外資企業に対して投資額に応じた税制面での優遇措置
- 4つの国家開発特区の建設
  - 南京ハイテク産業特区（ソフト開発、IT、生物医薬）
  - 経済技術開発特区（IT、新型材料、生物医薬のLCD、PDPなど）
  - ケミカル産業開発特区（エチレン、酢酸、塩素加工）
  - 江寧経済開発技術開発区（自動車、自動車部品、精密機器、IT）
- 5つの省級開発特区の建設

### 都市計画
南京市は市域が長江に跨って立地しており、すでにある第1大橋、第2大橋、加えて2005年の国体にあわせて第3大橋と地下鉄1号線が2005年に開通。更に第4大橋、第2地下鉄が2004年に起工された。これらによって市の人口の移動を促進させる。
- 環状道路の整備
- 竜潭港の整備
- 禄口国際空港の整備と物流センターの建設

これらの政策の推進で、経済都市としてのインフラを整備し、21世紀の国際社会にふさわしい都市機能を充実させることを目指している。
また超高層ビルも市内に多く建ち、鼓楼広場に面する中国第2位の超高層ビルである紫峰タワーが2010年に完成した。

## 対外関係

### 姉妹都市･提携都市
| \| 都市名 \| 国名・地域名 \| 提携年月日 \| \| -------------------- \| ------------------------------------------- \| ------------------------ \| \| 名古屋市 \| 日本国 中部地方 愛知県 \| 1978年(昭和53年)12月21日 \| \| セントルイス \| アメリカ合衆国 ミズーリ州 \| 1979年(昭和54年)11月2日 \| \| フィレンツェ \| イタリア共和国 トスカーナ州 フィレンツェ県 \| 1980年(昭和55年)2月22日 \| \| アイントホーフェン \| オランダ王国 北ブラバント州 \| 1985年(昭和60年)10月9日 \| \| ライプツィヒ \| ドイツ連邦共和国 ザクセン州 \| 1988年(昭和63年)5月21日 \| \| メヒカリ \| メキシコ合衆国 バハ・カリフォルニア州 \| 1991年(平成3年)10月14日 \| \| リマソール \| キプロス共和国 リマソール地区 \| 1992年(平成4年)9月24日 \| \| 大田市 \| 大韓民国 広域市 \| 1994年(平成6年)11月14日 \| \| ロンドン \| カナダ連邦 オンタリオ州 \| 1997年(平成9年)5月7日 \| \| パース \| オーストラリア連邦 西オーストラリア州 \| 1998年(平成10年)5月18日 \| \| ブルームフォンテーン \| 南アフリカ共和国 フリーステイト州 \| 2000年(平成12年)3月22日 \| \| バランキヤ \| コロンビア共和国 アトランティコ県 \| 2001年(平成13年)6月3日 \| \| マラッカ \| マレーシア連邦 ムラカ州 \| 2002年(平成14年)9月18日 \| \| バンダルスリブガワン \| ブルネイ･ダルサラーム国 ブルネイ･ムアラ地区 \| 2011年(平成23年)11月21日 \| \| マヒリョウ \| ベラルーシ共和国 マヒリョウ州 \| 2014年(平成26年)9月25日 \| \| ウィントフック \| ナミビア共和国 ホマス州 \| 2015年(平成27年)9月6日 \| | アジア - 神戸市（日本国 近畿地方 兵庫県） - 大阪市（日本国 近畿地方 大阪府） - バンガロール（インド共和国 カルナータカ州） 欧州 - バーミンガム（ イギリス連合王国 イングランド国 ウェストミッドランズ地方 ウェストミッドランズ州） - リムリック（アイルランド共和国 マンスター地方 リムリック県） - アルザス地方（フランス共和国） - オー･ド･セーヌ県,（フランス共和国 イル･ド･フランス地方） 北米 - ヒューストン（アメリカ合衆国 テキサス州） 南米 - ベロオリゾンテ （ブラジル連邦共和国 ミナスジェライス州） - テムコ（チリ共和国 ラ・アラウカニア州 カウティーン県） |                          |
| 都市名 | 国名・地域名 | 提携年月日               |
| 名古屋市 | 日本国 中部地方 愛知県 | 1978年(昭和53年)12月21日 |
| セントルイス | アメリカ合衆国 ミズーリ州 | 1979年(昭和54年)11月2日  |
| フィレンツェ | イタリア共和国 トスカーナ州 フィレンツェ県 | 1980年(昭和55年)2月22日  |
| アイントホーフェン | オランダ王国 北ブラバント州 | 1985年(昭和60年)10月9日  |
| ライプツィヒ | ドイツ連邦共和国 ザクセン州 | 1988年(昭和63年)5月21日  |
| メヒカリ | メキシコ合衆国 バハ・カリフォルニア州 | 1991年(平成3年)10月14日  |
| リマソール | キプロス共和国 リマソール地区 | 1992年(平成4年)9月24日   |
| 大田市 | 大韓民国 広域市 | 1994年(平成6年)11月14日  |
| ロンドン | カナダ連邦 オンタリオ州 | 1997年(平成9年)5月7日    |
| パース | オーストラリア連邦 西オーストラリア州 | 1998年(平成10年)5月18日  |
| ブルームフォンテーン | 南アフリカ共和国 フリーステイト州 | 2000年(平成12年)3月22日  |
| バランキヤ | コロンビア共和国 アトランティコ県 | 2001年(平成13年)6月3日   |
| マラッカ | マレーシア連邦 ムラカ州 | 2002年(平成14年)9月18日  |
| バンダルスリブガワン | ブルネイ･ダルサラーム国 ブルネイ･ムアラ地区 | 2011年(平成23年)11月21日 |
| マヒリョウ | ベラルーシ共和国 マヒリョウ州 | 2014年(平成26年)9月25日  |
| ウィントフック | ナミビア共和国 ホマス州 | 2015年(平成27年)9月6日   |

なお、名古屋市とは河村たかし前市長の発言をきっかけに2012年から交流を一時的に停止している(姉妹都市関係は継続)。

## 経済

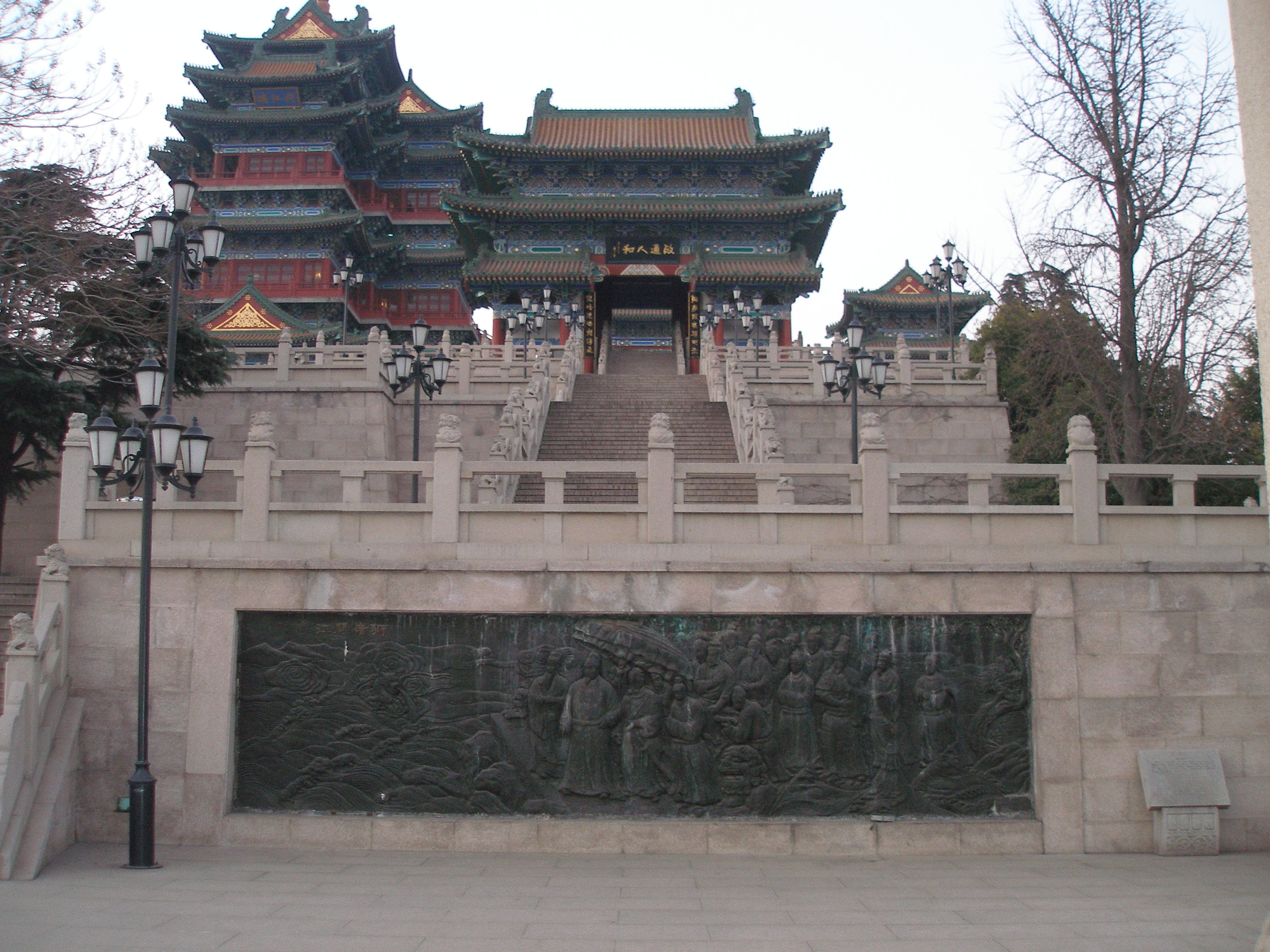
閲江楼

2020年のGDPは14800億元超で、前年比5.49%の成長であった。

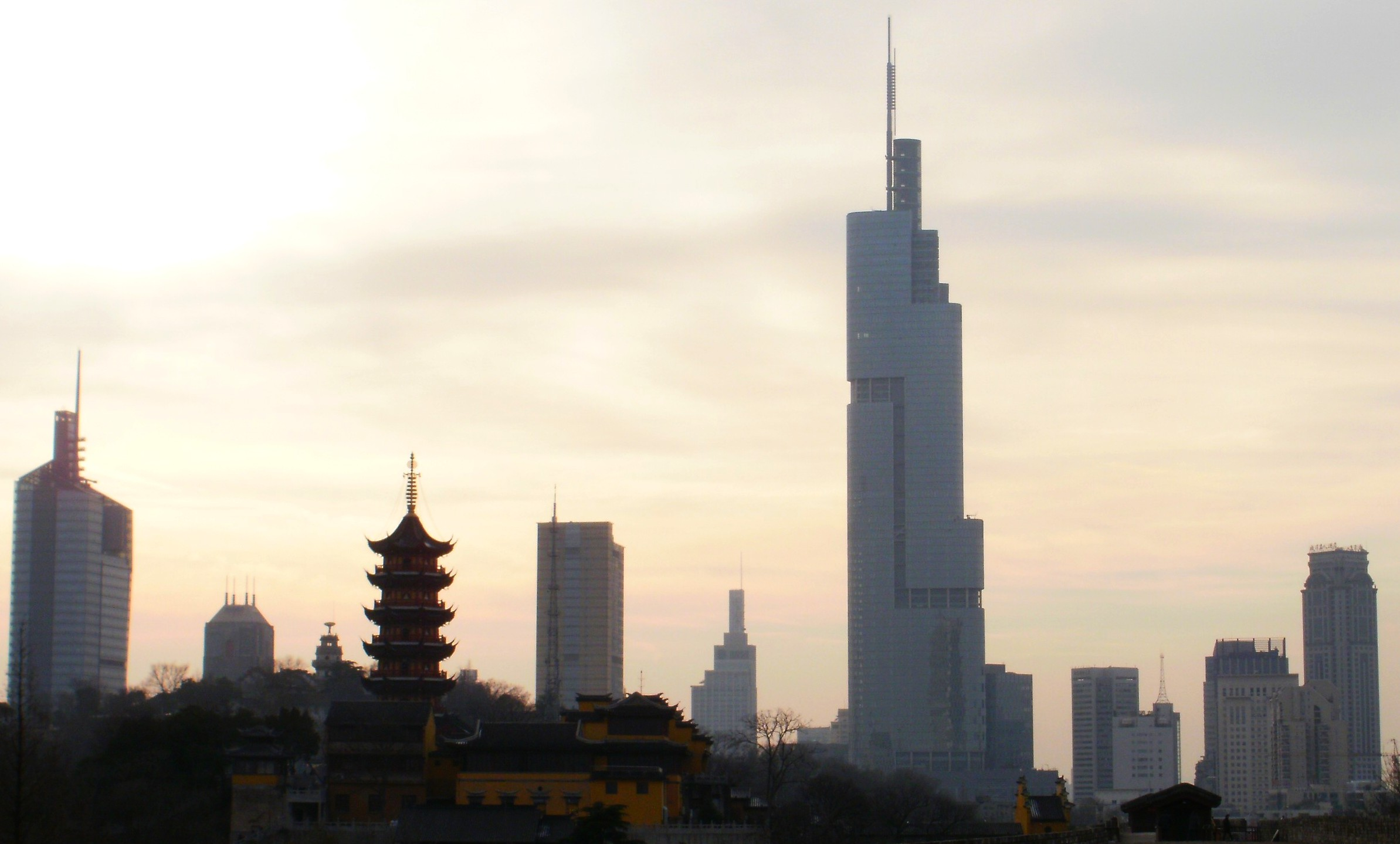
南京市のスカイライン、紫峰タワーが建つ

2019年のGDPは14050億元超で、一人当たりGDPは２万４000ドル超であった。

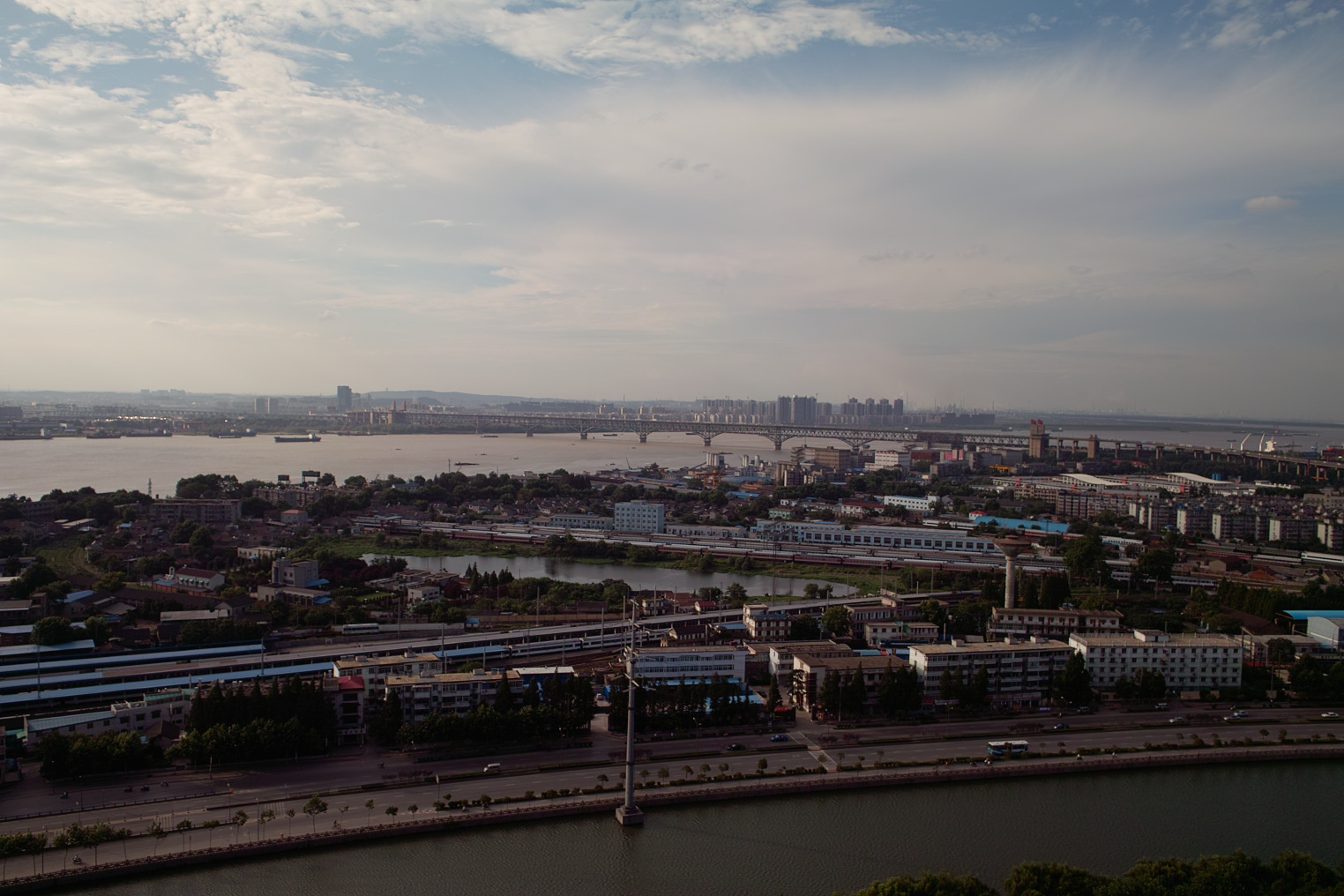
閲江楼から長江沿岸の市街地を眺める

2009年のGDPは4230.26億元超で、前年比11.5%の成長であり、その内訳は
- 第1次産業によるものが129.18億元（前年比4.1%増）
- 第2次産業によるものが1930.67億元（前年比10.1%増）
- 第3次産業によるものが2170.42億元（前年比13.5%増）であった。

2009年の輸出入の総額は337.45億ドルで、そのうち輸出は184.59億ドル（前年比21.8%降）であった。
2004年までの外資投資高は120億ドルで投資件数は8652件、そのうち日本企業の総投資額は7.64億ドルであった。日本との貿易高は21.33億ドルで、輸出が11.25ドル（14.99%増）輸入が10.08ドル（18.53%増）

### 第一次産業

#### 農業
- 耕地面積30.3ha
- 林業用地8.3ha
- 水産業等3.7ha

### 第二次産業

#### 工業
- 自動車、電子、石油化学、鉄鋼などが主な産業。それらを含めて36業種200分野、2000種類の製品が生産されている。これらのもたらす工業総生産は3285億元（南京市のGDPの43.1%を占める）。南京市政府は今後は資本集約産業から技術集約産業への転換を進めて行く方針。

### 第三次産業

#### サービス業
観光業のみならず物流、金融、情報センターを指向、投資の拡大を狙っている。

### 企業
- 江蘇人民出版社

## 教育・研究機関
各種の大学・専門学校が約60校あり、中に南京大学、東南大学は中国の名門大学である。各種の研究機関は640か所あり、国内一流の研究センターと実験室が100か所あり、毎年申請する重要研究成果は1200件、特許3000件を超えている。中国科学院院士と中国工程院院士合わせて75人、科学研究者30万人、大学生43万人、毎年大学卒業生10 - 20万人いる。

### 大学・大学院
出典：
| 類別   | 大学名               | キャンパス                                                                   |                                                                              | 類別                                                                         | 大学名                                                                       | キャンパス                                                                   |
| ------ | -------------------- | ---------------------------------------------------------------------------- | ---------------------------------------------------------------------------- | ---------------------------------------------------------------------------- | ---------------------------------------------------------------------------- | ---------------------------------------------------------------------------- |
| 教育部 | 南京大学             | 鼓楼キャンパス・仙林キャンパス                                               |                                                                              | 宗教                                                                         | 金陵協和神学院                                                               | 鼓楼キャンパス・江寧キャンパス                                               |
| 教育部 | 東南大学             | 丁家橋キャンパス・四牌楼キャンパス・九龙湖キャンパス                         | 公立                                                                         | 南京工程学院                                                                 | 江寧キャンパス                                                               |                                                                              |
| 教育部 | 河海大学             | 本部キャンパス・江寧キャンパス                                               | 公立                                                                         | 南京体育学院                                                                 | 霊谷寺キャンパス・仙林キャンパス                                             |                                                                              |
| 教育部 | 中国薬科大学         | 玄武門キャンパス・江寧キャンパス                                             | 公立                                                                         | 南京芸術学院                                                                 | 草場門キャンパス                                                             |                                                                              |
| 工信部 | 南京理工大学         | 孝陵衛キャンパス                                                             | 公安部                                                                       | 南京森林警察学院                                                             |                                                                              |                                                                              |
| 教育部 | 南京農業大学         | 衛崗キャンパス・浦口キャンパス・珠江キャンパス                               | 私立                                                                         | 南京大学金陵学院                                                             | 浦口キャンパス                                                               |                                                                              |
| 工信部 | 南京航空航天大学     | 明故宮キャンパス・将軍路キャンパス                                           | 私立                                                                         | 南京理工大学紫金学院                                                         | 仙林キャンパス                                                               |                                                                              |
| 公立   | 南京師範大学         | 随園キャンパス・仙林キャンパス・紫金キャンパス                               | 私立                                                                         | 南京伝媒学院                                                                 | 江寧キャンパス                                                               |                                                                              |
| 公立   | 南京工業大学         | 虹橋キャンパス・丁家橋キャンパス・江浦キャンパス                             | 私立                                                                         | 東南大学成賢学院                                                             |                                                                              |                                                                              |
| 公立   | 南京財経大学         | 福建路キャンパス・仙林キャンパス                                             | 私立                                                                         | 南航金城学院                                                                 | 銅山キャンパス                                                               |                                                                              |
| 公立   | 南京林業大学         | 新荘キャンパス                                                               | 私立                                                                         | 南京工業大学浦江学院                                                         | 石湫キャンパス・江寧キャンパス                                               |                                                                              |
| 公立   | 南京信息工程大学     | 浦口キャンパス                                                               | 私立                                                                         | 南京審計大学金審計学院                                                       |                                                                              |                                                                              |
| 公立   | 南京医科大学         | 五台キャンパス・江寧キャンパス                                               | 私立                                                                         | 南京特殊教育師範学院                                                         |                                                                              |                                                                              |
| 公立   | 南京中医薬大学       | 漢中門キャンパス・仙林キャンパス                                             | 私立                                                                         | 南京体育学院奥林匹克学院                                                     | 浜江キャンパス                                                               |                                                                              |
| 公立   | 南京郵電大学         | 三牌楼キャンパス・仙林キャンパス・鎖金村キャンパス                           | 軍属                                                                         | 南京政治学院                                                                 |                                                                              |                                                                              |
| 公立   | 南京審計大学         | 浦口キャンパス・莫愁キャンパス                                               | 軍属                                                                         | 解放軍理工大学                                                               |                                                                              |                                                                              |
| 公立   | 江蘇警官学院         | 浦口キャンパス・安徳門キャンパス                                             | 軍属                                                                         | 解放軍国際関係学院                                                           |                                                                              |                                                                              |
| 公立   | 金陵科技学院         | 幕府キャンパス・白下キャンパス・江寧キャンパス                               | 軍属                                                                         | 海軍指揮学院                                                                 |                                                                              |                                                                              |
| 公立   | 江蘇第二師範学院     | 草場門キャンパス・石湫キャンパス                                             | 軍属                                                                         | 南京陸軍指揮学院                                                             |                                                                              |                                                                              |
| 公立   | 南京暁荘学院         | 方山キャンパス・暁荘キャンパス・莫愁キャンパス                               | 軍属                                                                         | 武警南京指揮学院                                                             |                                                                              |                                                                              |
| 公立   | 南京工業職業技術大学 | 中山キャンパス・仙林キャンパス・天堂キャンパス                               | 軍属                                                                         | 南京炮兵学院                                                                 |                                                                              |                                                                              |
| 公立   | 三江学院             | 鉄心橋キャンパス・東山キャンパス・竹山キャンパス・東キャンパス・南キャンパス | 鉄心橋キャンパス・東山キャンパス・竹山キャンパス・東キャンパス・南キャンパス | 鉄心橋キャンパス・東山キャンパス・竹山キャンパス・東キャンパス・南キャンパス | 鉄心橋キャンパス・東山キャンパス・竹山キャンパス・東キャンパス・南キャンパス | 鉄心橋キャンパス・東山キャンパス・竹山キャンパス・東キャンパス・南キャンパス |

### 専門学校
| - 江蘇経貿職業技術学院 - 江蘇聯合職業技術学院 - 江蘇海事職業技術学院 - 応天職業技術学院 - 南京交通職業技術学院 - 南京科技職業学院 - 正徳職業技術学院 - 鍾山職業技術学院 - 金肯職業技術学院 | - 南京鉄道職業技術学院 - 南京信息職業技術学院 - 南京視覚芸術職業学院 - 江蘇城市職業学院 - 南京城市職業学院 - 南京機電職業技術学院 - 南京旅遊職業学院 - 江蘇衛生健康職業学院 |

### 高校・中学
| - 南京外国語学校 - 南京師範大学付属中学 - 金陵中学 - 南京市寧海中学 - 南京市第十三中学 - 南京市中華中学 - 江蘇省南京市第一中学 - 江蘇教育学院付属高級中学 - 南京市人民中学 - 南京市第四中学 - 江蘇省高淳高級中学 - 南京市大廠高級中学 - 江蘇省六合高級中学 - 南京市第六十六中学 - 南京工業大学付属中学 - 南京玄武外国語学校 | - 南京外国語学校仙林分校 - 南京師範大学付属中学江寧分校 - 南京市金陵中学河西分校 - 南京師範大学付属中学仙林学校 - 金陵中学仙林分校 - 南京市第九中学 - 南京市秦淮中学 - 南京師範大学付属揚子中学 - 南京師範大学付属実験学校 - 南京航空航天大学付属高級中学 - 南京市雨花台中学 - 江蘇省溧水高級中学 - 江浦高級中学 - 南京市第六中学 - 南京市第六中学 - 南京市燕子磯中学 |

### 小学
| - 南京市拉薩路小学 - 南京市琅琊路小学 - 南京市力学小学 - 南京市北京东路小学 - 南京市芳草園小学 | - 南京外国語学校仙林分校小学部 - 南京市遊府西街小学 - 南京市長江路小学 - 南京市鳳凰花園小学 - 南京市師範大学付属小学 |

## 交通

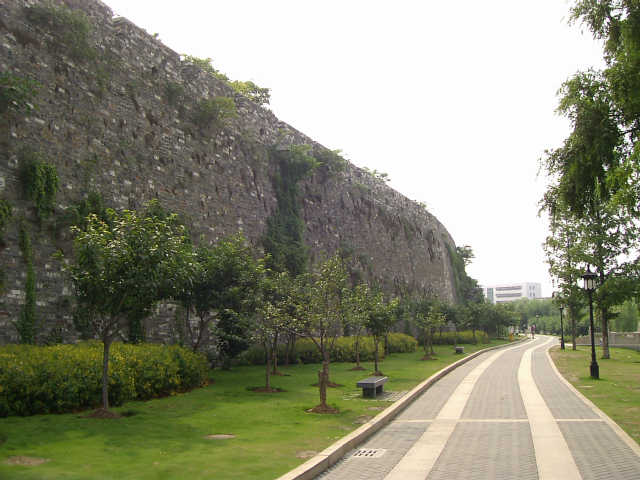
南京市を取り巻く明代城壁

市内の交通としてはバス、地下鉄、路面電車、鉄道、航路などがある。

### 空路

#### 空港
- 南京禄口国際空港（南京禄口国際機場）
  - 当空港から東京、大阪、札幌、沖縄、シンガポール、ソウル、バンクーバー、フランクフルト、ミラノ、香港、マカオ、台北などと航空路線が開設されている。市街地までは約29km離れているが、高速道路と地下鉄で直結されている。

### 鉄道
南京駅

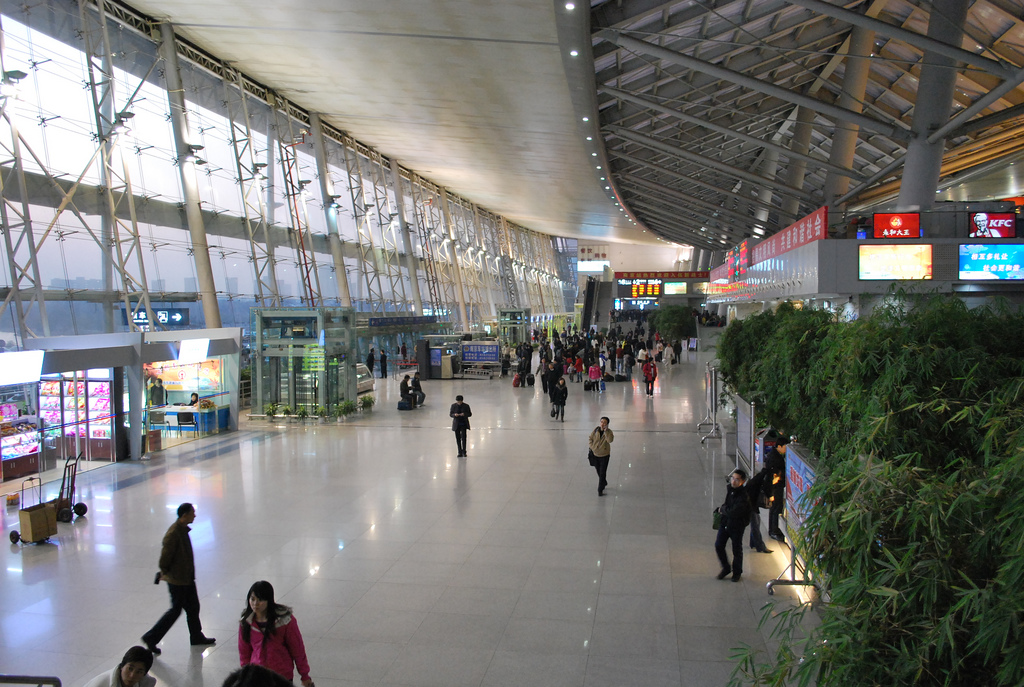
中国国鉄南京駅コンコース

京滬線、滬寧都市間鉄道、寧西線、寧銅線、寧啓線
南京南駅
京滬高速鉄道、寧杭旅客専用線、合寧線、寧安都市間鉄道、滬寧沿江高速鉄道

#### 地下鉄
2018年5月末現在、1号線、2号線、3号線、4号線、10号線、S1号線、S3号線、S7号線、S8号線、S9号線が運行中で、総延長378km（駅数174駅）、現時点（2020年12月末）中華圏では6位となる。なお、1号線北延伸路線、2号線西延伸路線、5号線、6号線、7号線、9号線、10号線東延伸路線、寧馬線(S2)安徽段、寧滁線（S4）北支線、寧句線（S6）、寧天線（S8）南延伸路線が事業中で2020年代前半までに運行が開始される予定である。
| 路線             | 開業日                          | 備考 |
| ---------------- | ------------------------------- | --- |

南京地下鉄（２０２２年まで）

| 南京地下鉄1号線  | 2005年９月３日                  | - 2005年5月15日より観光用として試験運行開始。 - 2010年5月28日より南延長線が運行開始。 - 北延伸部は2022年開通予定。 |
| 南京地下鉄2号線  | 2010年5月28日（本線・東延伸部） | - 西延伸部は2021年末開通予定。                                                                                     |
| 南京地下鉄S1号線 | 2014年7月1日                    | |
| 南京地下鉄10号線 | 2014年7月1日                    | - 東延伸部は2023年開通予定。                                                                                       |
| 南京地下鉄S8号線 | 2014年8月1日（本線）            | - 南延伸部は2021年末開通予定。                                                                                     |
| 南京地下鉄3号線  | 2015年4月1日                    | |
| 南京地下鉄4号線  | 2017年1月18日（本線）           | |
| 南京地下鉄S3号線 | 2017年12月6日（本線）           | |
| 南京地下鉄S9号線 | 2017年12月30日（本線）          | |
| 南京地下鉄S7号線 | 2018年5月26日                   | |
| 南京地下鉄S6号線 | 2021年末開通予定。              | |
| 南京地下鉄5号線  | 2023年開通予定。                | - 2016年12月28日着工。                                                                                             |
| 南京地下鉄7号線  | 2022年開通予定。                | - 2017年12月28日着工。                                                                                             |
| 南京地下鉄9号線  | 2023年開通予定。                | - 一期：2020年3月8日着工。                                                                                         |
| 南京地下鉄6号線  | 2023年開通予定。                | - 2019年12月28日着工。                                                                                             |
| 南京地下鉄11号線 | 2024年開通予定。                | |
| 南京地下鉄S4号線 | 2024年開通予定                  | - 北線安徽段は2019年7月9日着工。                                                                                   |
| 南京地下鉄S2号線 | 2024年開通予定。                | - 馬鞍山段は2020年12月30日着工。                                                                                   |

#### 路面電車
河西有軌電車が2014年8月1日、麒麟有軌電車が2017年10月31日に開通した。現在は江心洲有軌電車が建設中である。

### バス

#### 路線バス
- 観光用路線から郊外路線まで100以上の路線で構成され南京市民の重要な交通手段となっている。市内のほとんどの路線でICカードが導入されている。ICカードは運賃が2割引になっておりかなり普及している。地下鉄でも利用できる。

### 道路
橋梁
南京長江大橋、南京長江二橋、南京長江三橋、南京長江四橋、南京長江五橋、南京大勝関長江大橋、上壩夹江大橋
国道
G25国道、G36国道、G40国道、G42国道、G4211国道、G2501国道南京環状線
G104国道、G205国道、G312国道、G328国道

### 航路

#### 港湾
- 南京港
  - 河港として、南京港がある。2004年には681万トンの貨物を扱った。64のバースがあり、うち16は1万トンの船舶が利用可能である。

### 国際運転免許証の扱い
南京市公安局出入境管理処が2002年2月に発行した中、英、日の３ヶ国語対応の冊子「外国人在南京須知」には以下の記述がある。
「国際運転免許証を所持する外国人は、南京市公安局交通管理部門の認可を以て南京市に於いての車両の運転が認められる。」

## 観光

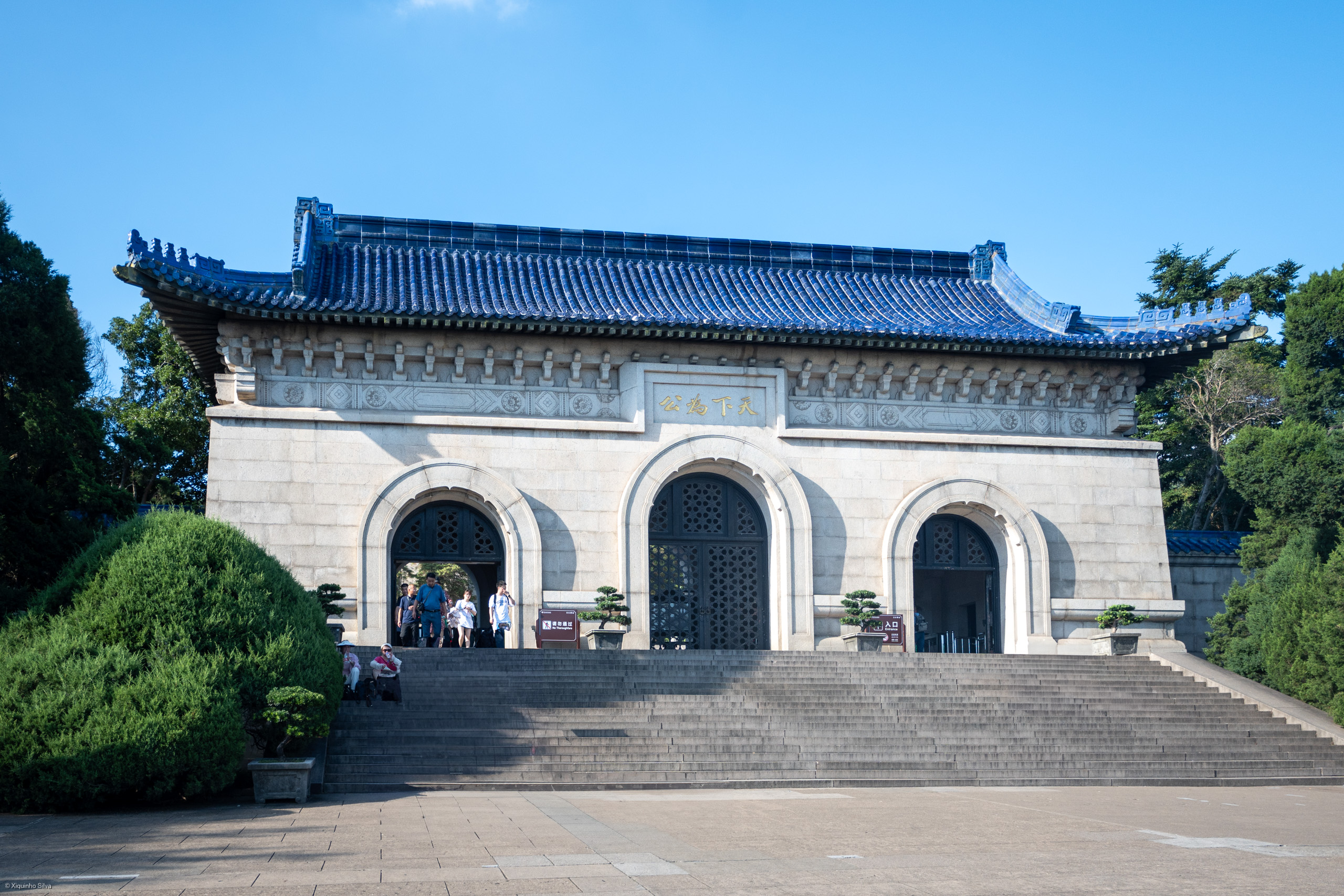
中山陵陵門

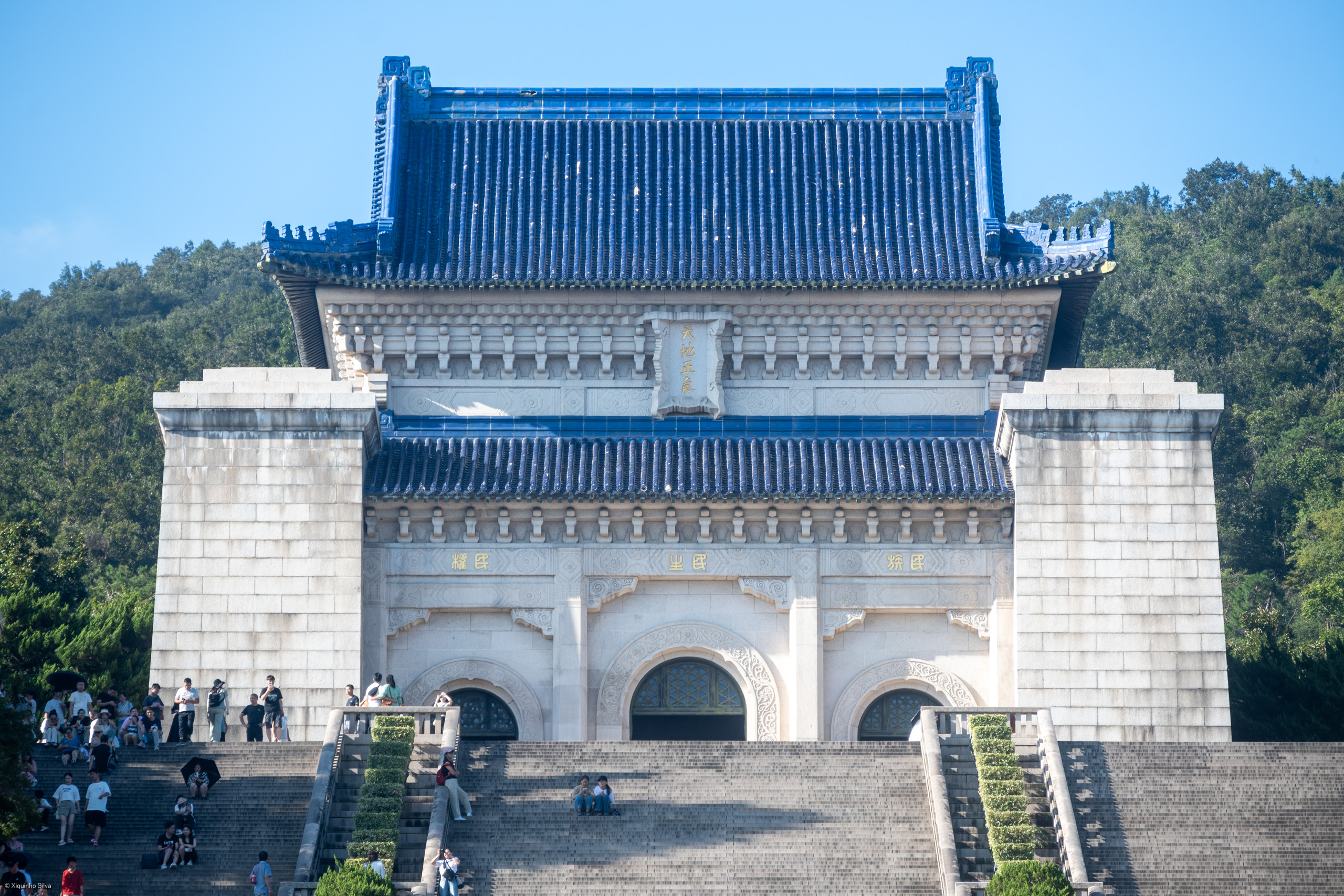
中山陵

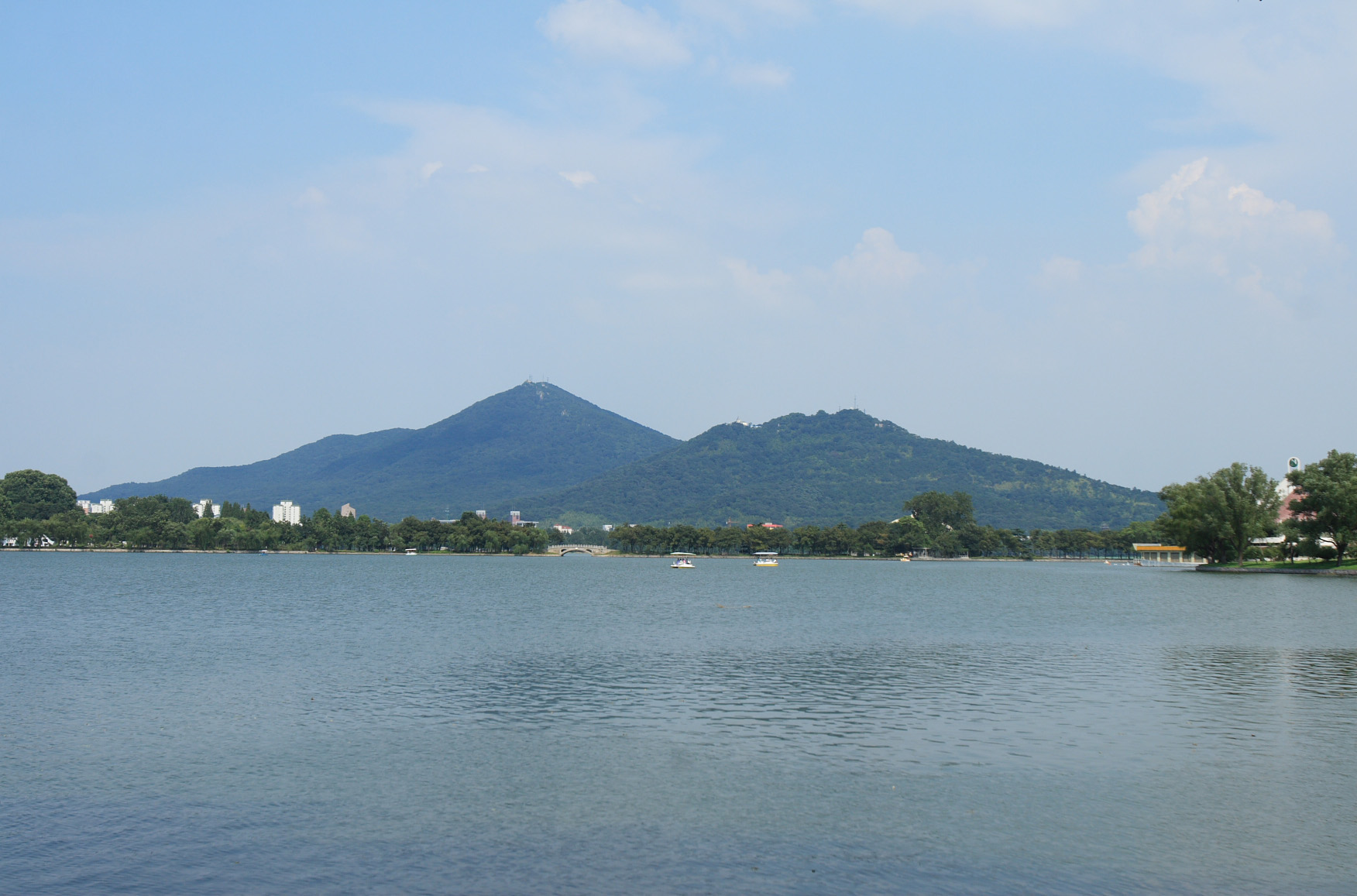
紫金山と玄武湖

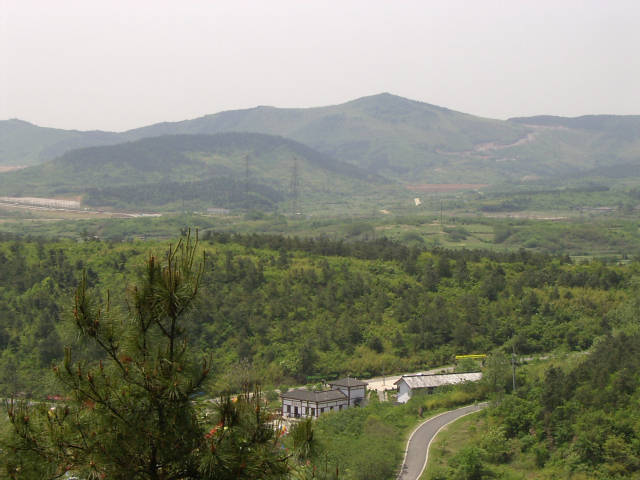
将軍山

### 名所・旧跡
- 中山陵
- 中山植物園
- 美齢宮
- 霊谷寺
- 明孝陵（世界遺産）
- 釈迦牟尼仏頂骨舎利塔[12]
- 南京長江大橋
- 夫子廟
- 江南貢院
- 中華門
- 中山門
- 紫金山
- 紫金山天文台
- 航空烈士公墓
- 明中山王陵園-徐達墓-（世界遺産）
- 明岐陽王陵園-李文忠墓-（世界遺産）
- 南京博物院
- 旧総統府
- 明故宮
- 鼓楼
- 鶏鳴寺
- 朝天宮
- 紅山森林動物園
- 雨花台
- 石頭城
- 国防園
- 阮籍墓
- 燕子磯
- 閲江楼
- 静海寺
- 珍珠泉
- 南京長江大橋、南京長江二橋
- 将軍山
- 南唐二陵
- 鄭和墓
- 南京明文化村・陽山碑材
- 南京古猿人洞
- 栖霞寺
- 棲霞山石窟
- 隆昌寺
- 南京国際青年文化中心

### 観光スポット

#### 博物館 / 資料館
- 南京博物院
- 南京民俗博物館
- 瞻園・太平天国歴史博物館

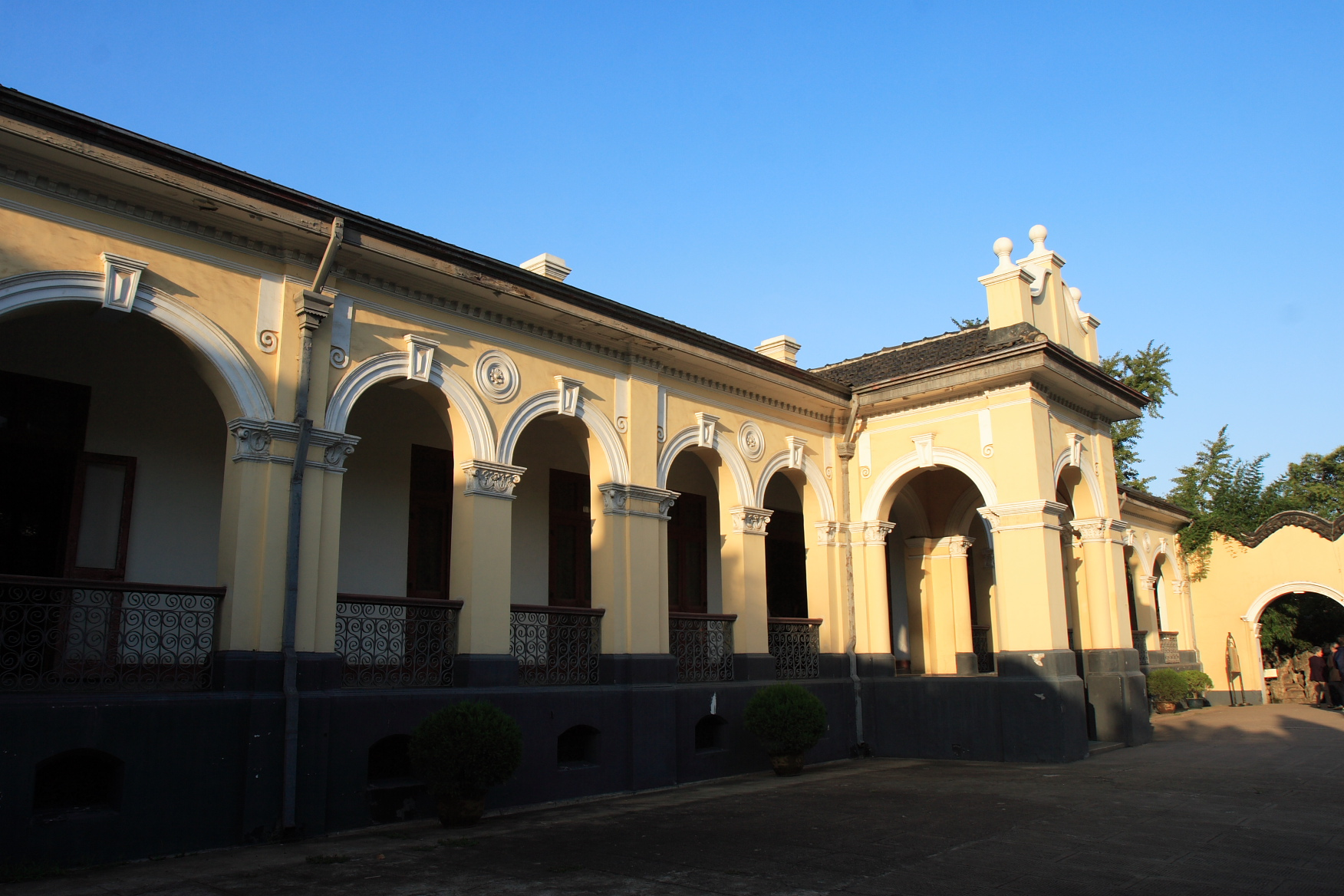
南京旧総統府。中華民国の総統官邸

- 侵華日軍南京大屠殺遭難同胞紀念館（南京大虐殺紀念館）
- 渡江勝利記念館
- 梅園新村記念館
- 孫中山記念館
- 南京明文化村・陽山碑材

#### 公園
- 九華山公園
- 玄武湖公園
- 白馬公園
- 清涼山公園
- 烏龍潭公園
- 莫愁湖公園

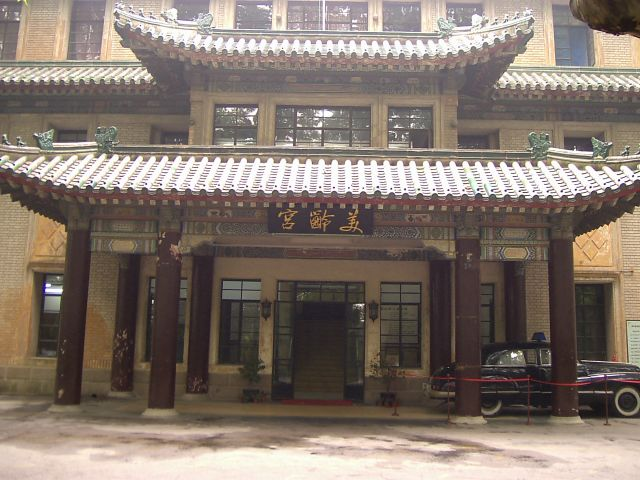
美齢宮
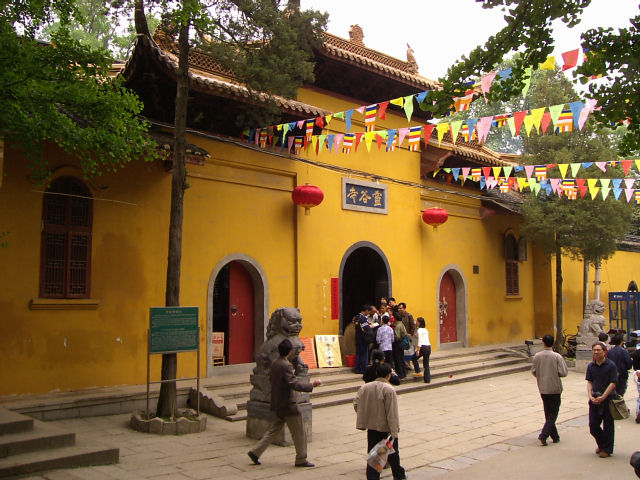
霊谷寺
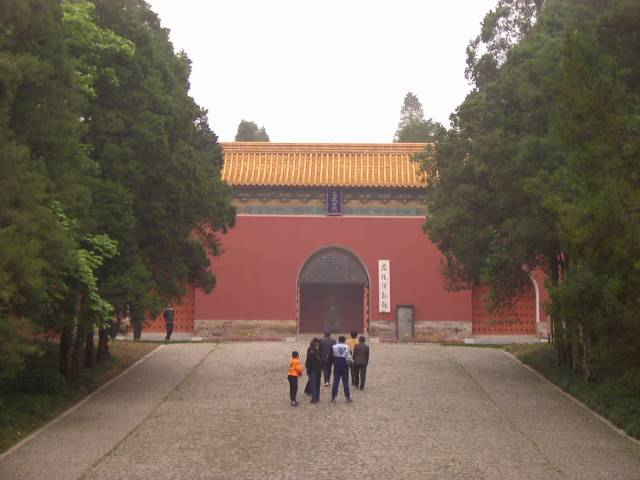
明孝陵
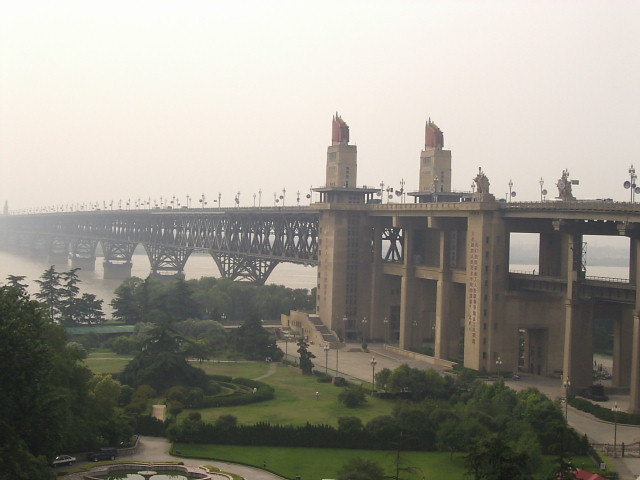
南京長江大橋
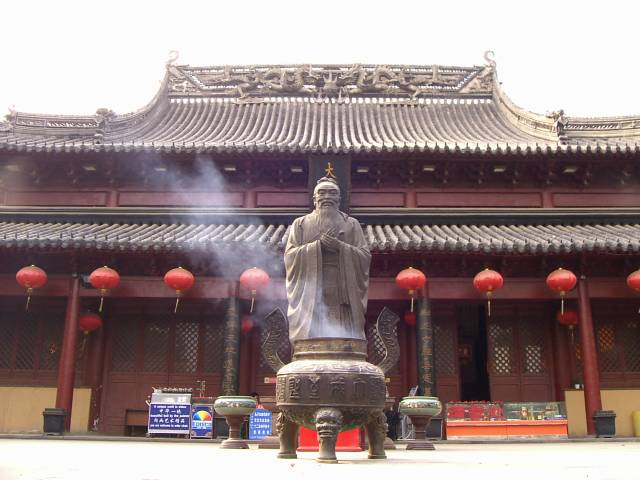
夫子廟
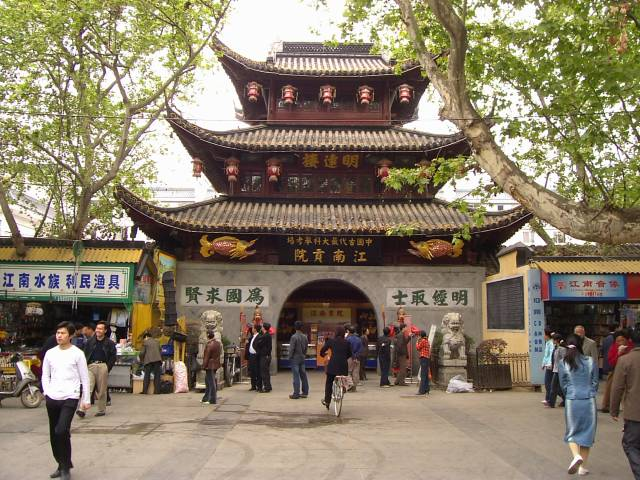
江南貢院
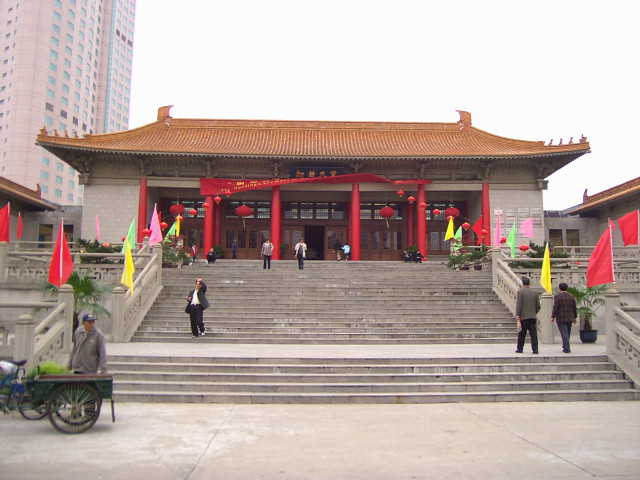
南京博物院
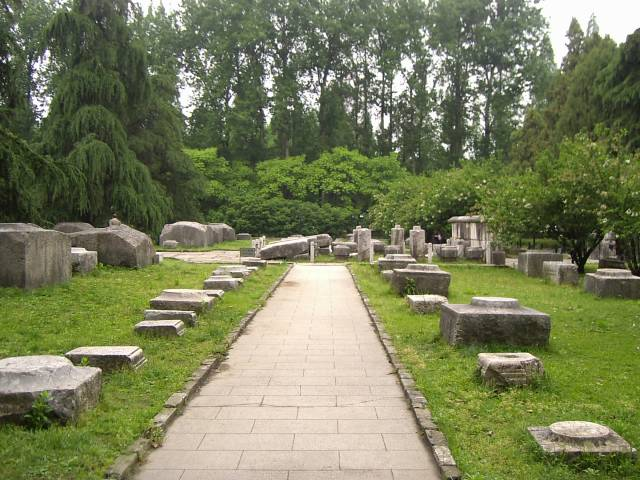
明故宮
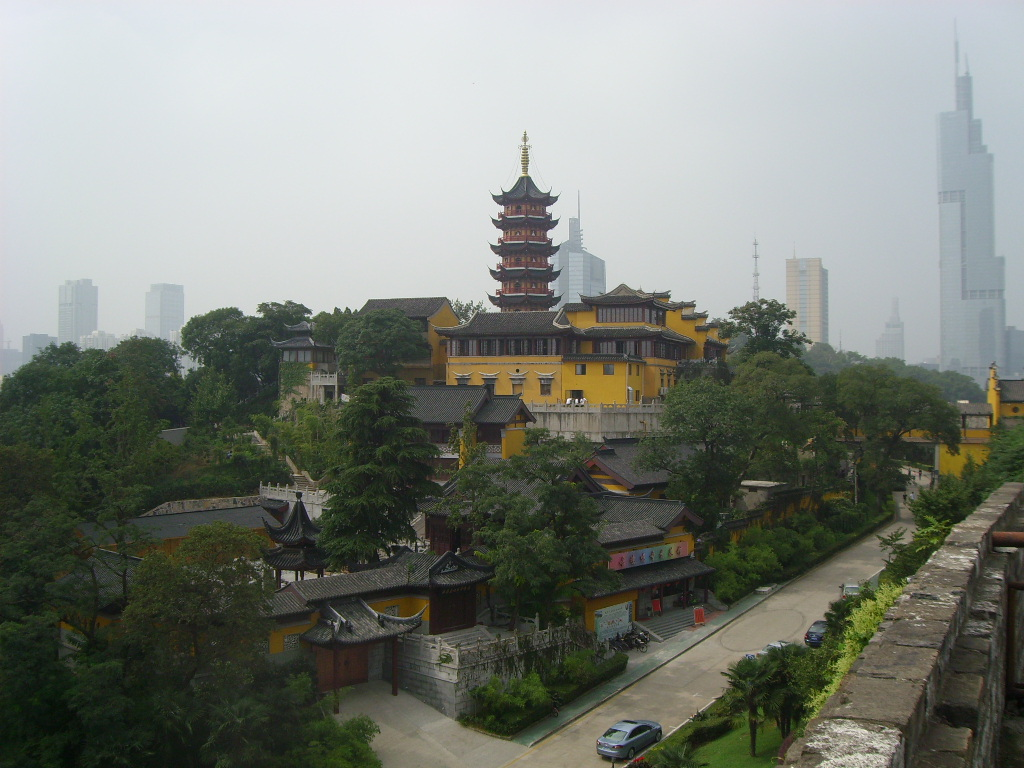
鶏鳴寺
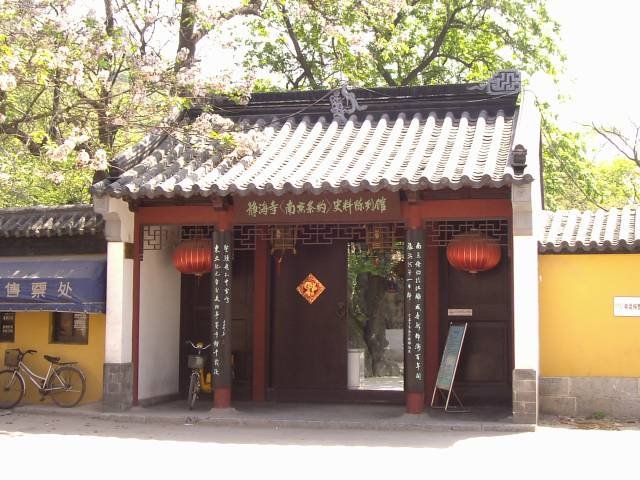
静海寺
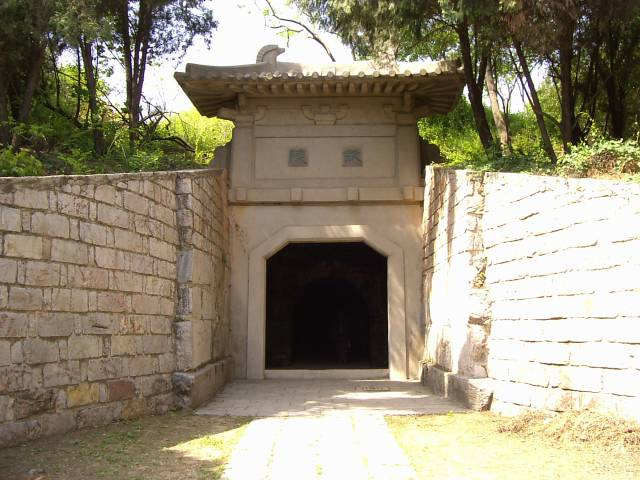
南唐二陵
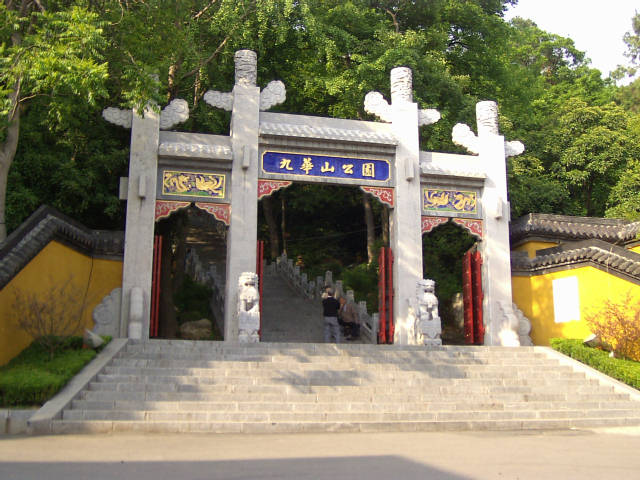
九華山公園

## 文化・名物
2019年、国連教育科学文化機関（ユネスコ）が選出する「ユネスコ創造都市ネットワーク」の「文学都市」に、南京は中国で初めて選ばれた都市である。
南京はこうした条件に合致しているだけでなく、中国四大古都の一つであり、中国最初の詩歌理論・評論である「詩品」が編まれたほか、中国最初の文学理論・批評書の「文心雕龍」が編さんされ、最初の児童啓蒙読み物の「千字文」、現存最古の詩文総集「昭明文選」などが誕生した土地でもある。
　また、中国の古典名作「紅楼夢」をはじめ「本草網目」「永楽大典」「儒林外史」など、南京とゆかりの深い文学は中国に1万部以上ある。魯迅、巴金、朱自清、張愛玲などの文壇の巨匠も南京と深い縁がある。ノーベル文学賞受賞者パール・バック（Pearl S. Buck）の著書「大地」も南京で完成した。
　南京には1000以上の文学社団や協会組織があり、市民による読書会だけでも450組織ある。「南京文学客庁」といった24時間営業の先鋒書店はCNNやBBCなどから世界で「最も美しい書店」と報じられ、読書家の多い都市としても知られる。
また、南京は世界で聖書が最も多く印刷された地域の一つである。1カ月の印刷能力が100万冊に達する愛徳印刷有限公司(中国のキリスト教徒が発起して成立した愛徳基金会が聖書協会世界連盟と協力して、1988年に南京で成立した印刷会社)は単体としては世界最大の聖書印刷企業となった。世界では南京で印刷された「聖書」を使用する教会が約5万5千カ所存在し、南京は世界の約4分の1の聖書を提供している。
曹雪芹の『紅楼夢』の舞台として有名で、物語に登場する12人の女性『金陵十二釵』に因み、12人の女性をミスコンテストで選んで南京親善大使としている。

### 名産・特産
- 雨花茶
- 雨花石
- 南京雲錦

### スポーツ
2013年8月に南京アジアユースゲームズが開催された。
2014年8月に南京ユースオリンピックが開催された。

#### サッカー
- 江蘇蘇寧足球倶楽部（揚子江ライオンズ）- 中国サッカー・スーパーリーグに所属。

#### バスケットボール
- 江蘇龍皇帝亜籃球倶楽部（江蘇ドラゴンズ）- 中国プロバスケットボールリーグに所属。

## 関連項目

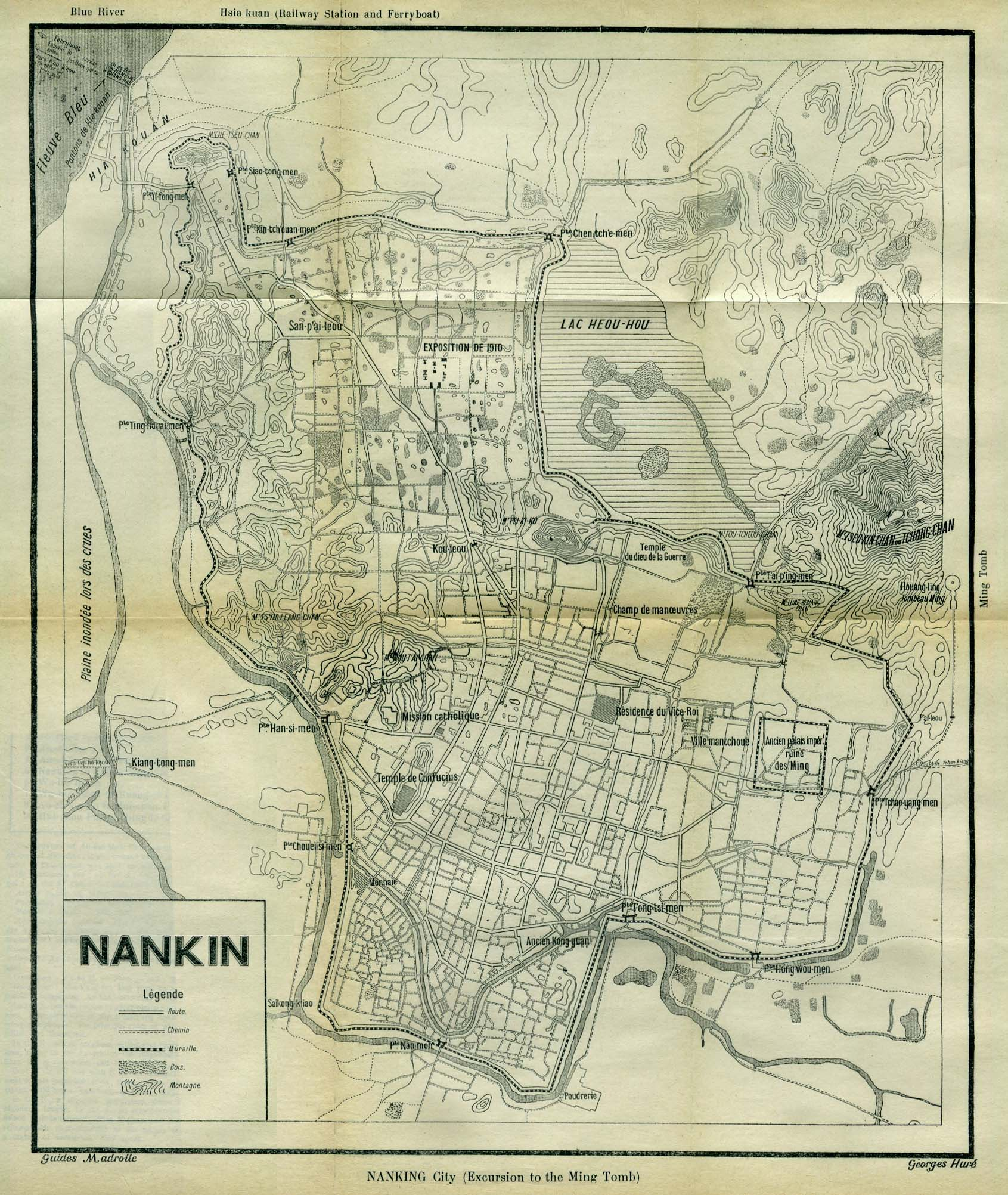
南京地図（1912年）

## 南京を舞台とした作品
Category:南京を舞台とした作品を参照。

## ギャラリー

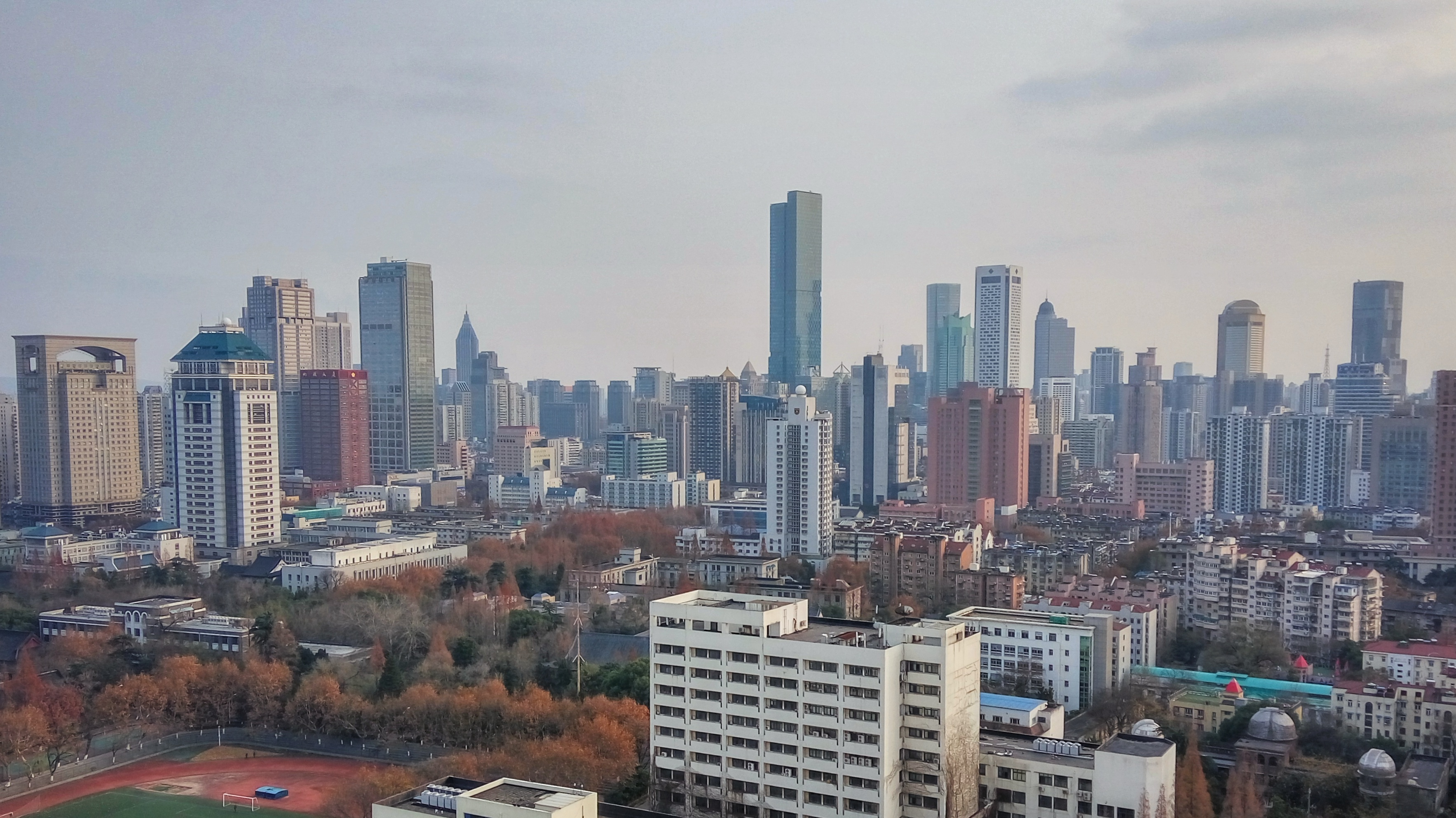
南京スカイライン1
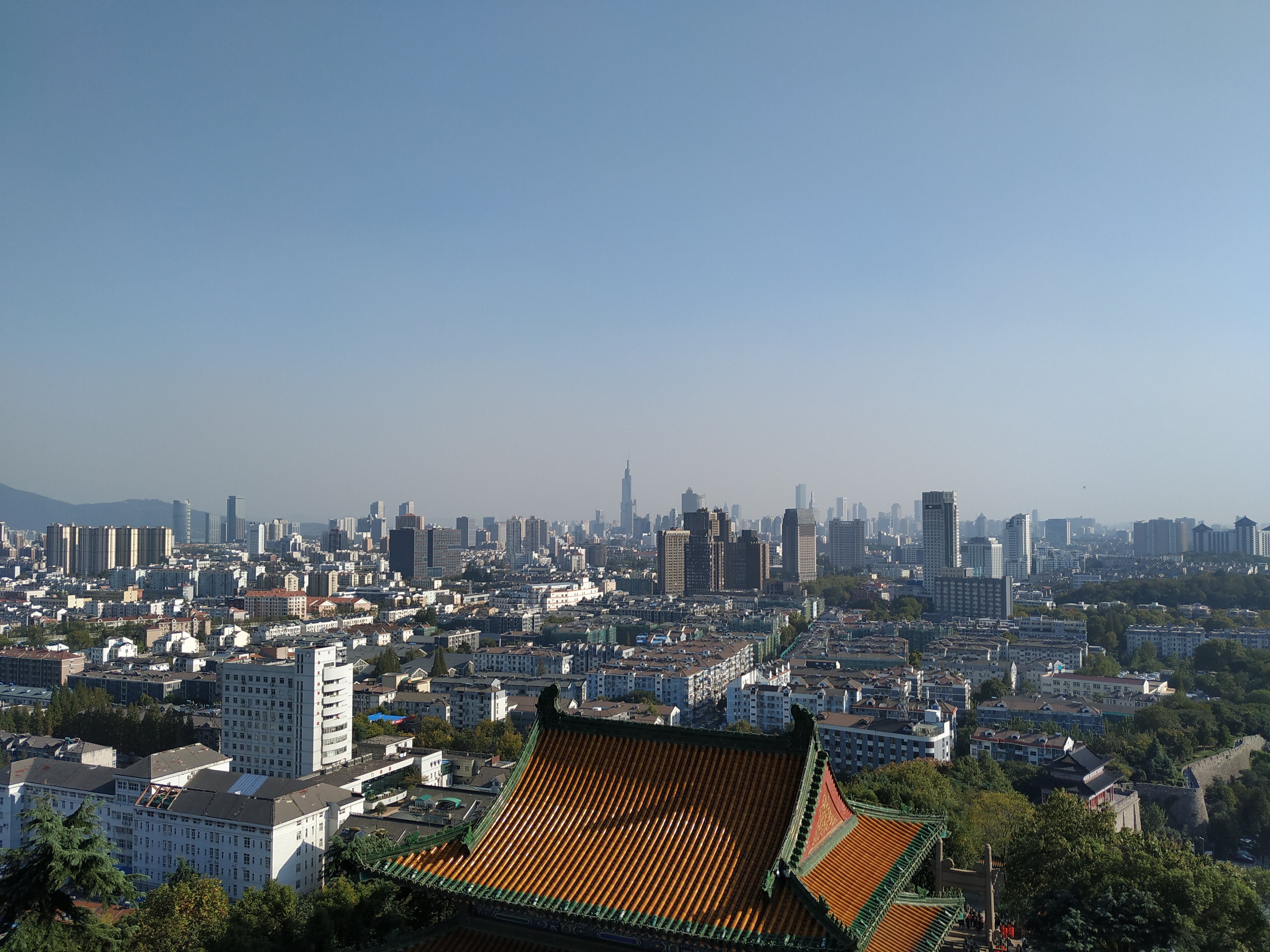
南京スカイライン2
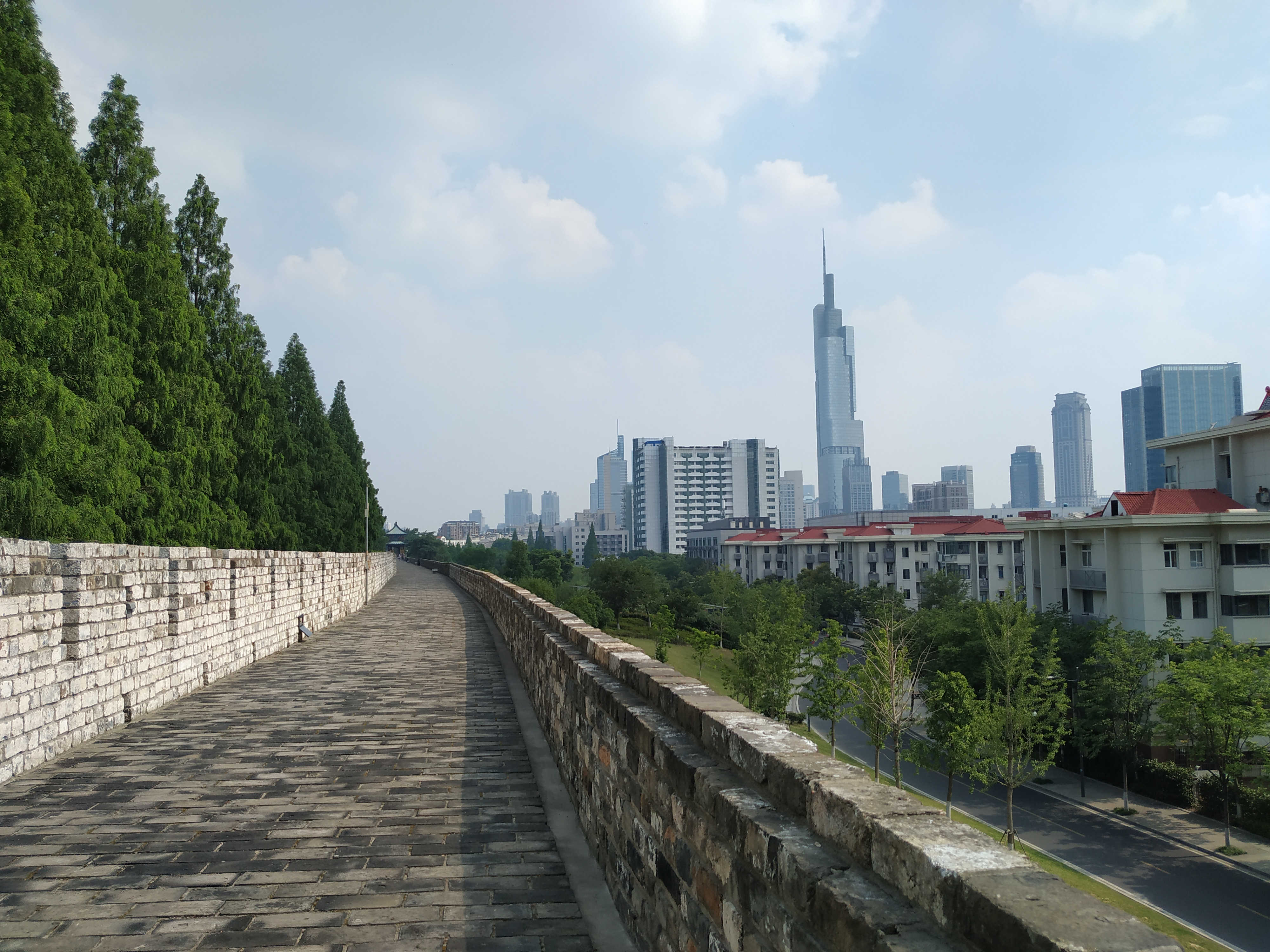
南京スカイライン3
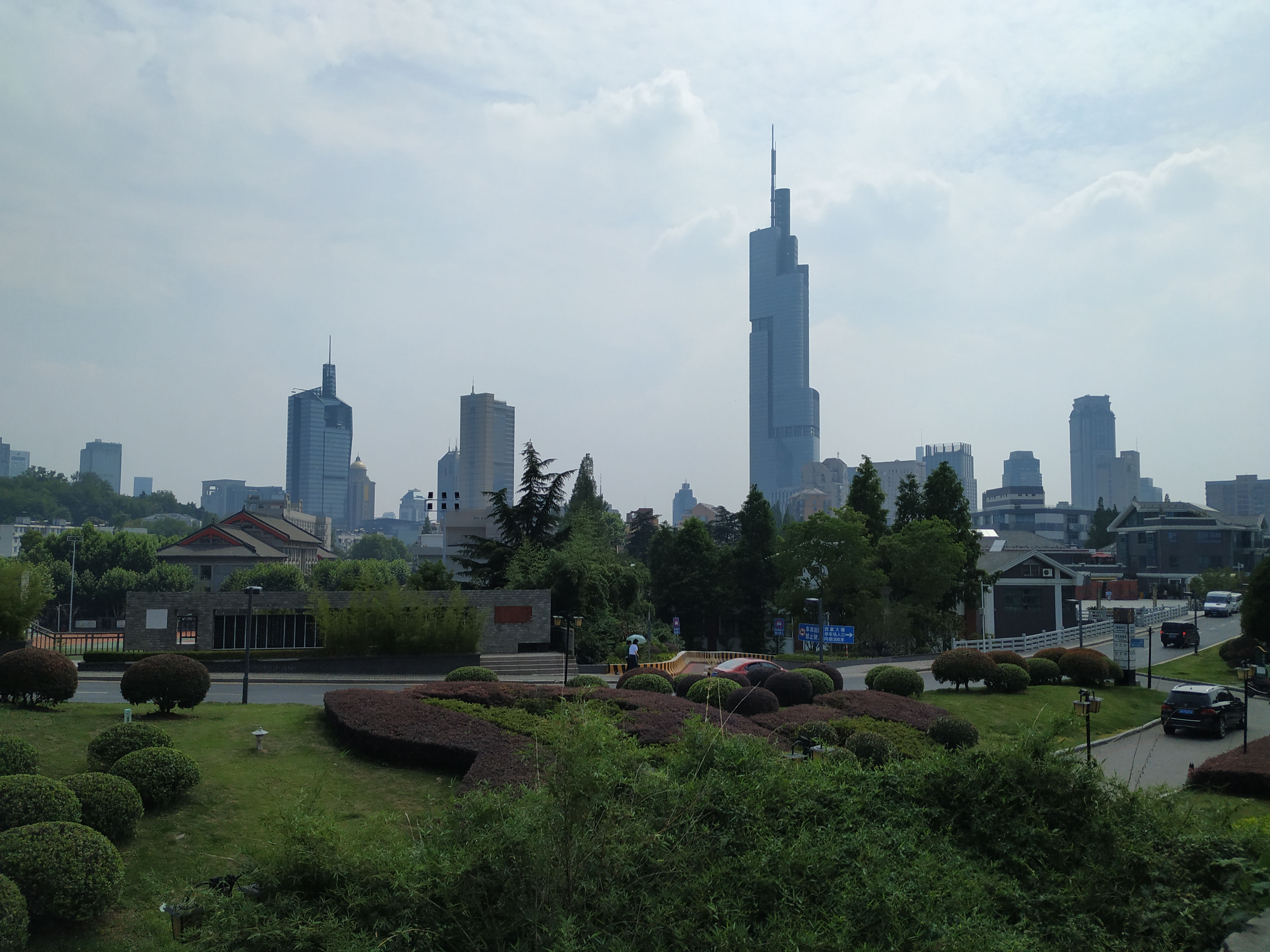
南京スカイライン4
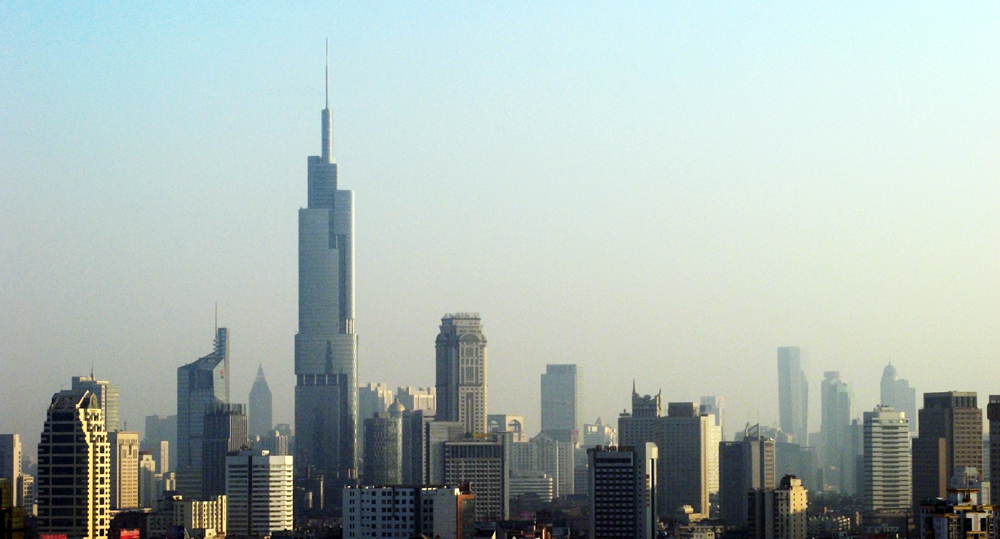
南京スカイライン5
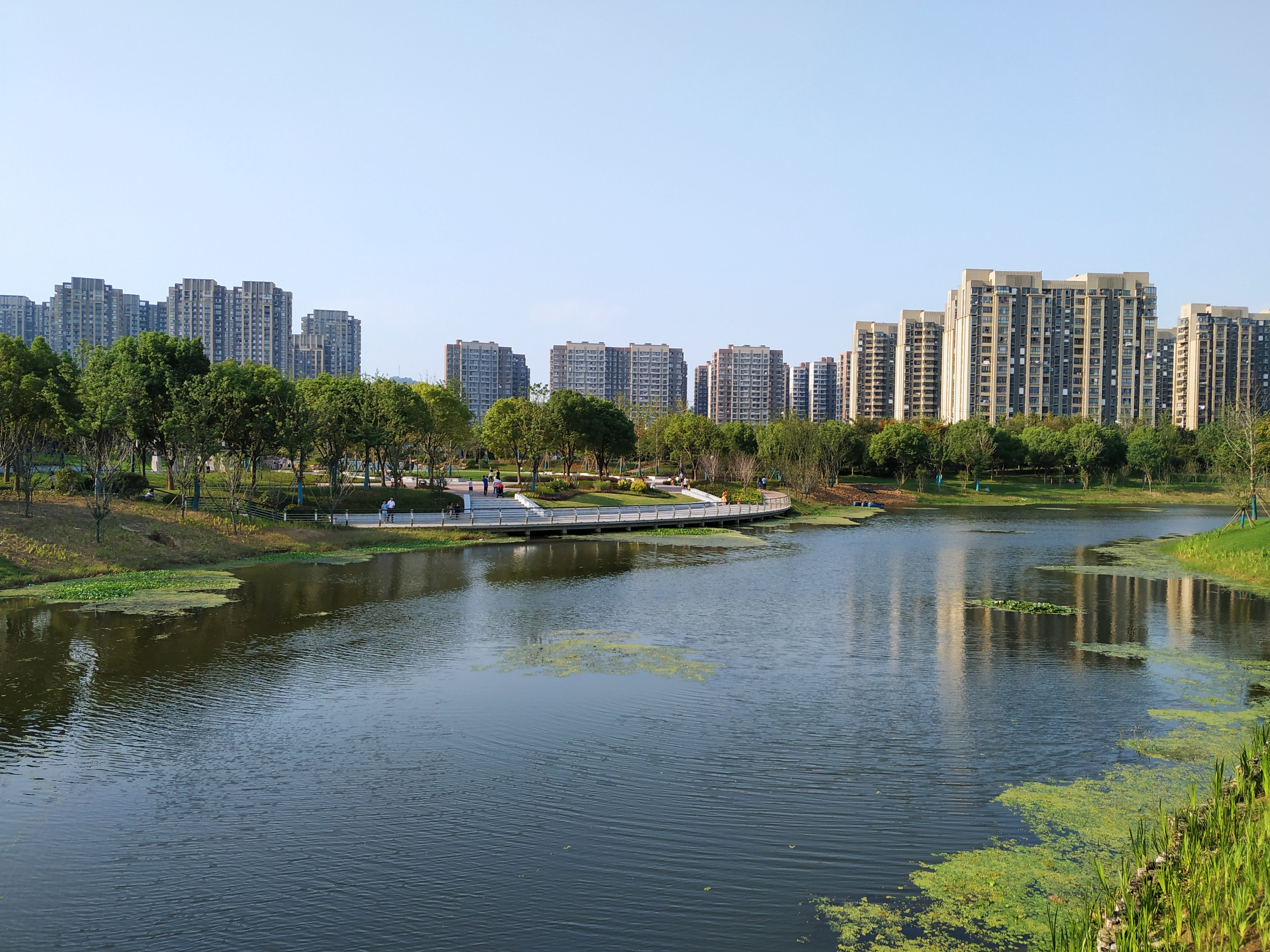
仙林湖
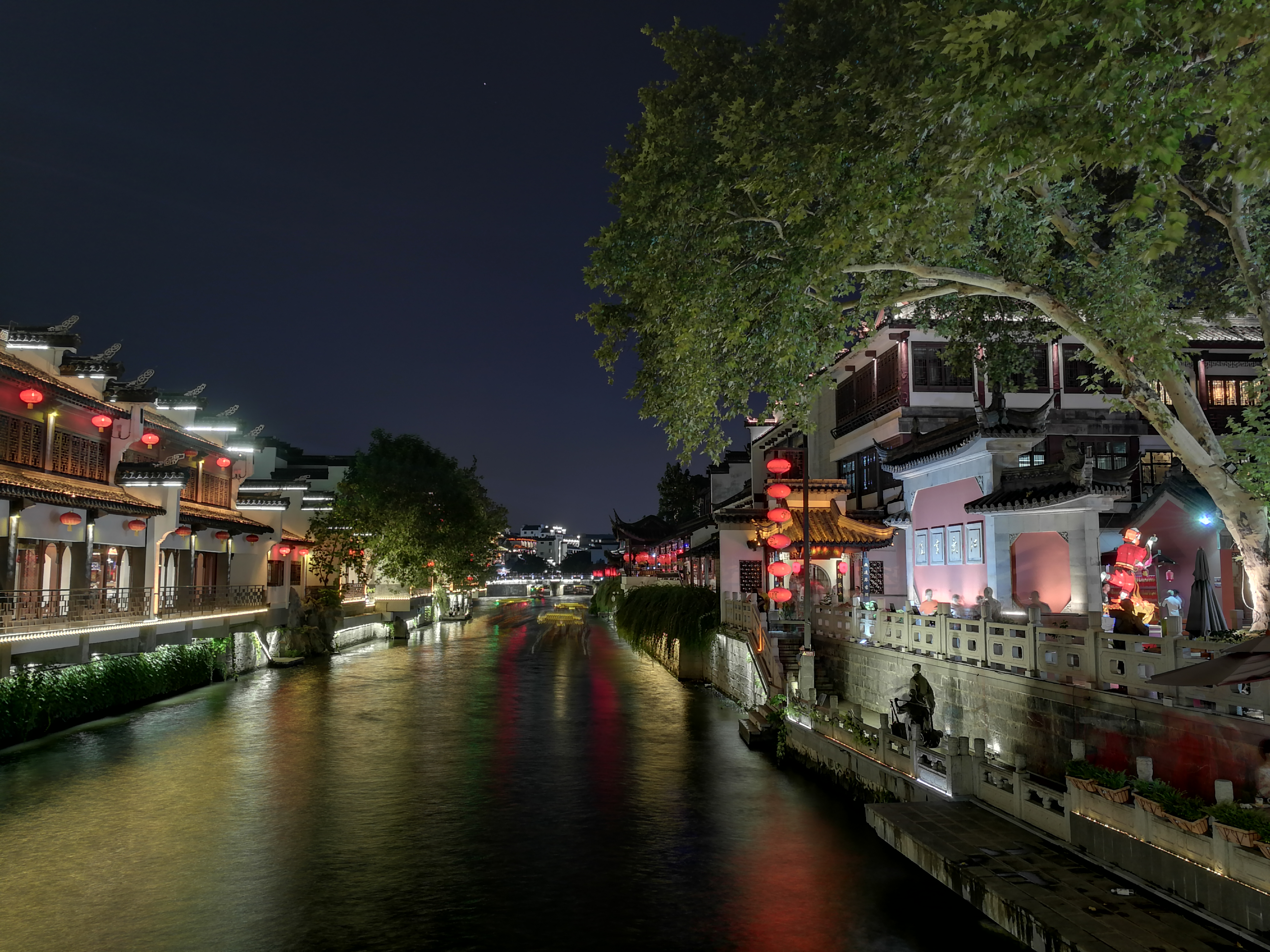
南京夫子廟
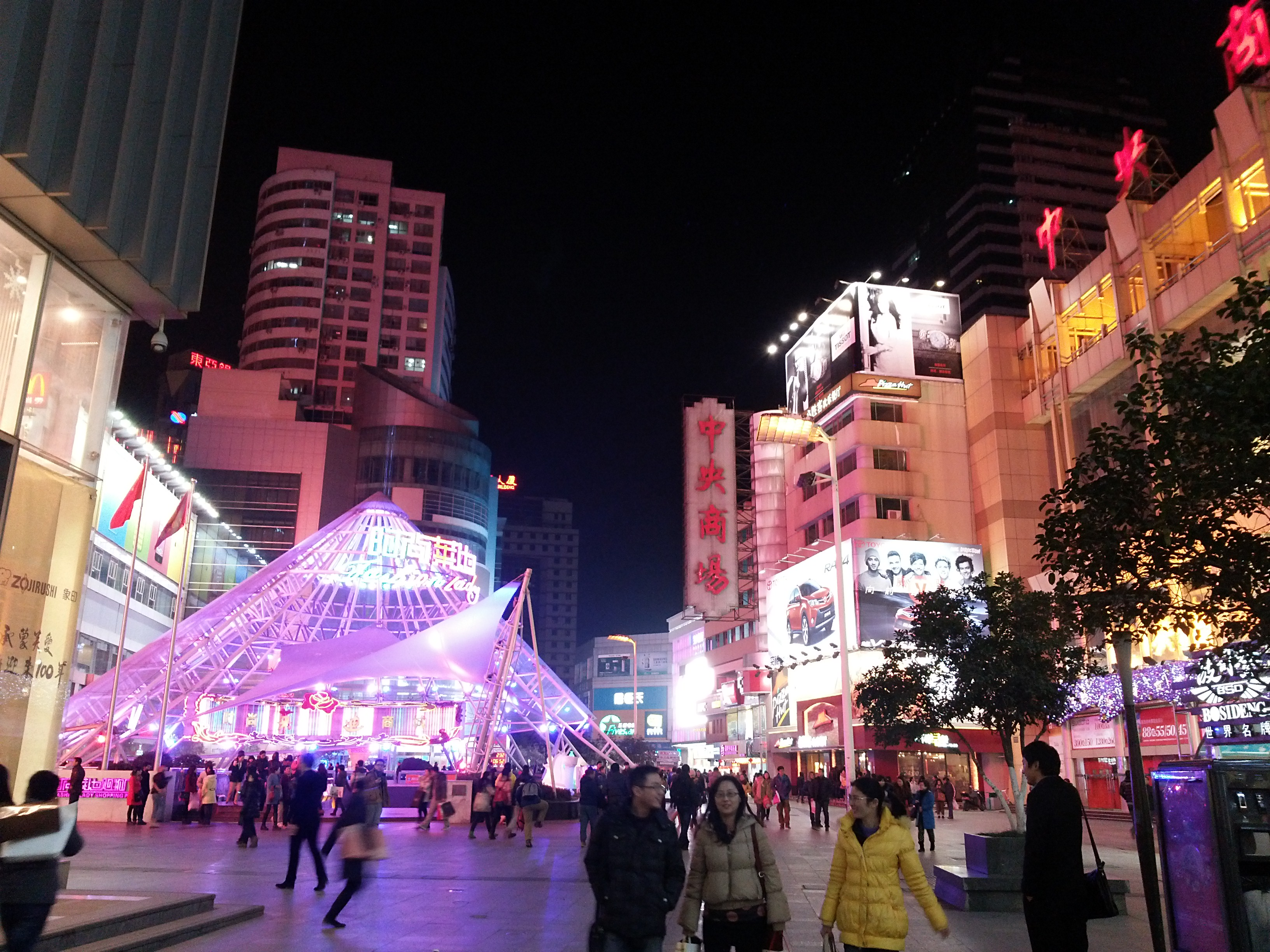
新街口